# Ban Chiang
Ban Chiang (thaï : แหล่งโบราณคดี บ้านเชียง) est un site archéologique du nord-est de la Thaïlande, dans le district de Nong Han, province d'Udon Thani. 
Ce site d'environ 3 km2 a été densément occupé de 3600 à  250 avant notre ère. 
Les fouilles ont livré de nombreux objets en fer et en bronze (alliage de cuivre et d'étain), en particulier des bracelets de bronze et des outils en fer. La métallurgie du bronze aurait débuté entre 2500 et 2000 avant notre ère, une apparition tardive par rapport au Moyen-Orient mais contemporaine de la découverte du cuivre en Chine. Le cuivre et le fer fournissaient aussi des pigments pour les peintures rupestres qui abondent dans les environs. 
Les habitants de Ban Chiang, riziculteurs et éleveurs, étaient surtout d'habiles potiers : poteries noires de 3600 à 1000 avant notre ère, poteries à motifs entre 1000 et 500 avant notre ère et les très célèbres poteries peintes en rouge sur fond rose orange entre 500 et 250 avant notre ère.
Le site est célèbre pour ses poteries peintes en rouge. Le site archéologique de Ban Chiang est classé au patrimoine mondial de l'Humanité de l'Unesco depuis 1992,.

## La découverte
En 1957, un médecin de la région trouve trois poteries de Ban Chiang complètes ; il en fait part à un archéologue thaïlandais, Charoen Polteja, qui fait des sondages en 1960 et découvre d'autres poteries sans que cela ne suscite l'attention de ses confrères à Bangkok.
Le site de Ban Chiang a été découvert officiellement en 1966 par l’étudiant Steve Young, le fils de l'ambassadeur des États-Unis en Thaïlande qui a étudié l'anthropologie à l’Université de Harvard. On raconte que Young était allé se promener sur un sentier dans Ban Chiang quand il a trébuché sur une racine. Et, dans la terre, il y avait des poteries. Young savait que la cuisson des poteries était rudimentaire, mais le motif rouge était unique. Il a apporté des échantillons de poteries à la princesse Phanthip Chumbote qui avait un musée privé (le palais Suan Pakkad à Bangkok) et à Chin Yu Di qui travaillait au Département Thaï des Beaux-Arts. Finalement, Elisabeth Lyon, une historienne d'art, a envoyé les échantillons de poteries à l’université de Pennsylvanie pour la datation.
Les fouilles archéologiques commencent véritablement en 1972 après qu'un décret royal ait interdit de creuser sans autorisation et que le pillage qui sévissait et menaçait le site ait commencé à être réprimé par la police. Ces fouilles durent 25 ans et s'achèvent en 1997 ; les équipes d'archéologues sont principalement américano-thaïes, fruit d'un partenariat entre l'Université de Pennsylvanie et le Département thaïlandais des beaux-arts.

## La datation
Une première datation par thermoluminescence sur les poteries fournit une date vers 4000 av. J.-C., ce qui provoqua un grand intérêt de la communauté scientifique. De nouvelles investigations réalisées en 1974 modifièrent cette datation et resituèrent l'occupation du site à partir de 2500 av. J.-C. pour la période la plus ancienne.
De nombreux squelettes ont été mis au jour, accompagnés de mobilier funéraire constitué d'objets en bronze et d'un grand nombre de poteries décorées de motifs géométriques. En effet, les morts n'étaient pas incinérés mais ils étaient enterrés avec des offrandes, souvent sous leur maison ou juste à côté, et les enfants de moins de 3 ans étaient, eux, enterrés dans des jarres (le bouddhisme n'est parvenu dans cette région que tardivement au IXe siècle avec l'arrivée des khmers). La datation des ossements trouvés dans les tombes menée par Charles Higham et son équipe indique que le premier établissement néolithique a eu lieu vers 1500 avant notre ère et que la première utilisation du bronze remonte à environ 1000 ans avant notre ère. 
Il n'y a pas de vestiges de temples, de palais ou même de maisons de la civilisation néolithique de Ban Chiang à visiter car les habitations étaient sans doute presque toutes en bois, sans fondation en pierres ou en briques.
Les dépôts funéraires peuvent être répartis en 3 périodes. La période ancienne date de 2500 à 1000 av. J.-C. La période moyenne couvre le dernier millénaire et la période récente va jusqu’en 300 apr. J.-C. La production d'objets en bronze est attestée dès la période intermédiaire. Les belles céramiques peintes aux motifs en spirale datent de la période récente.

## Le musée et la liste du patrimoine mondial

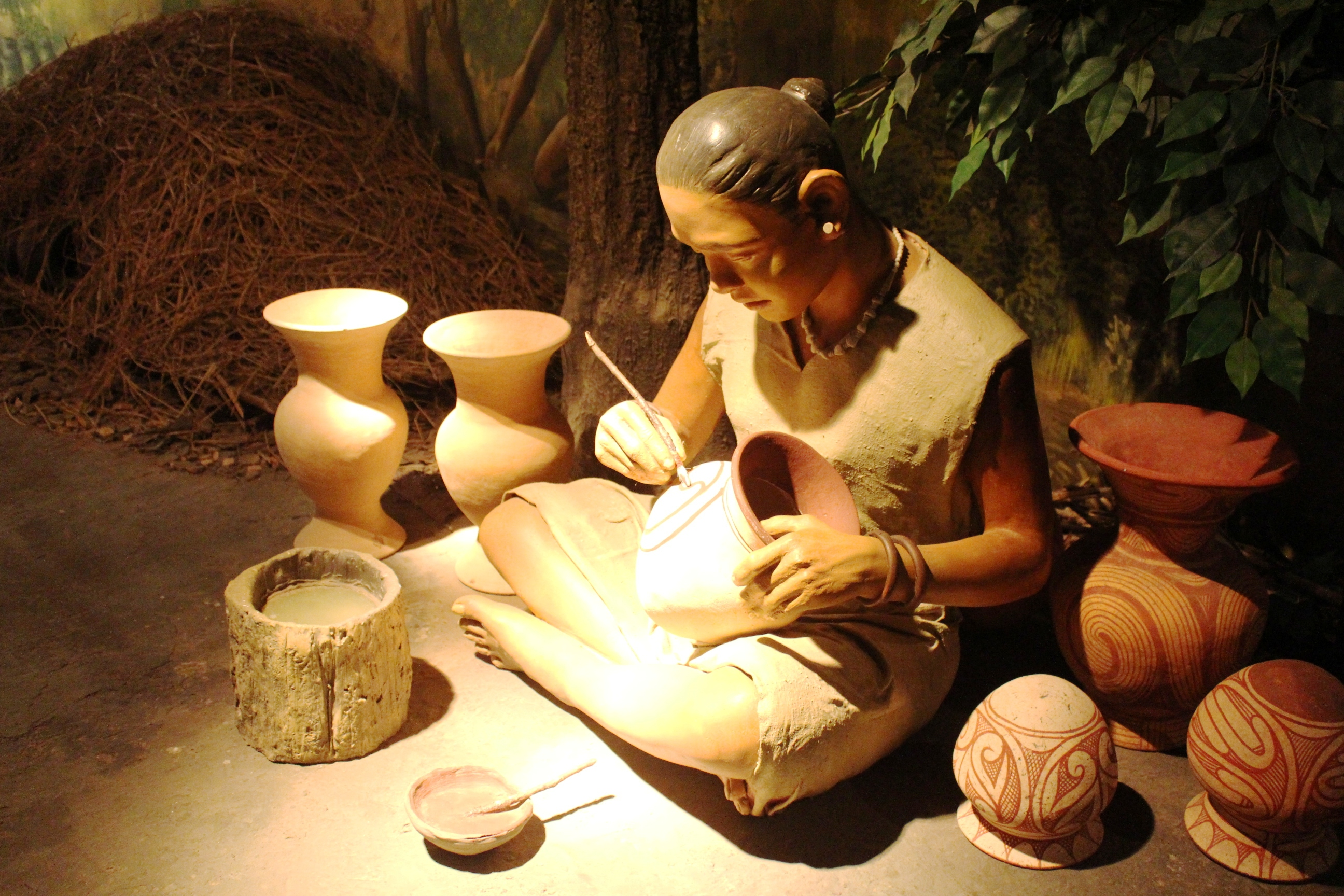
Femme fabriquant des pots, Musée de Ban Chiang

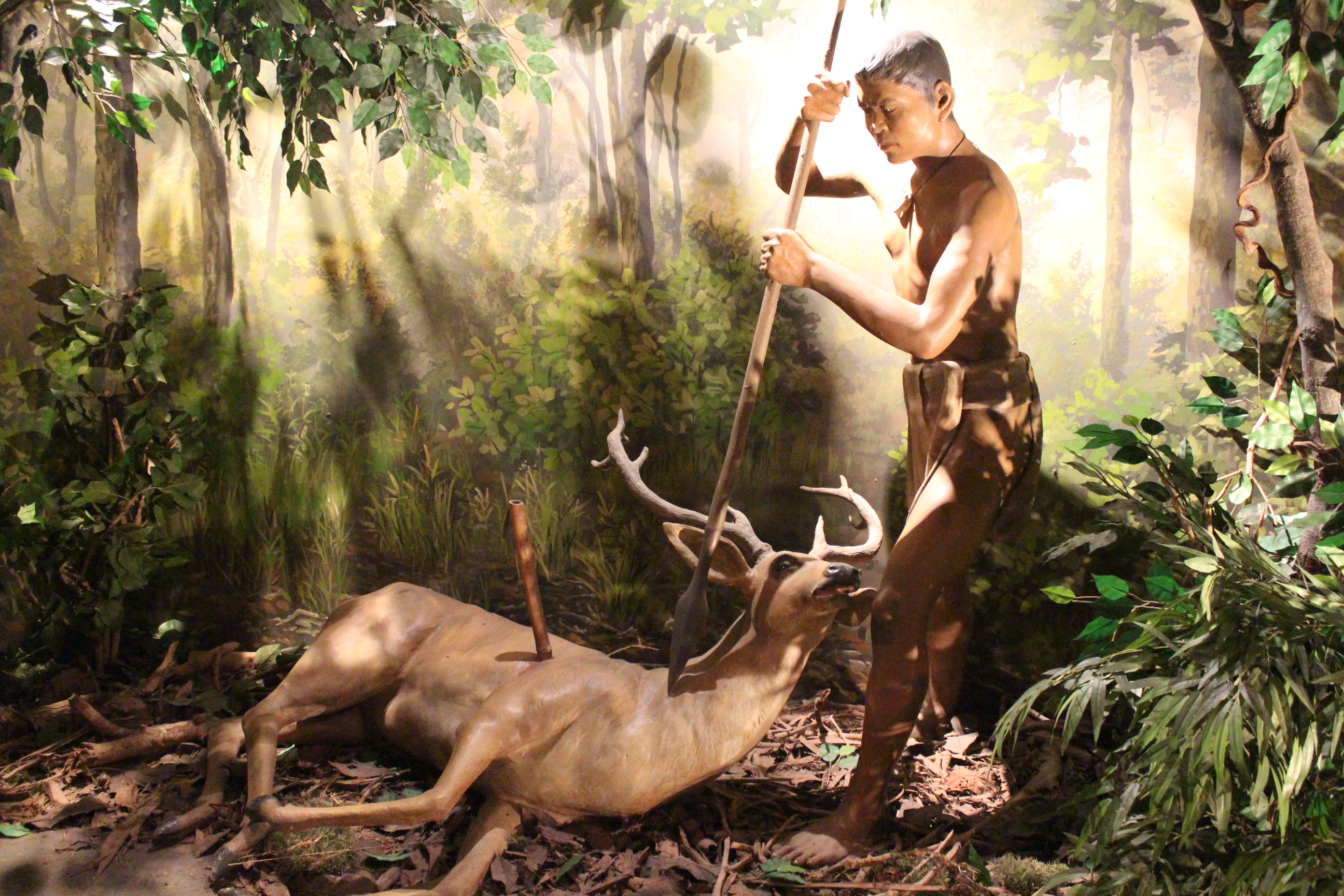
Chasseur, Musée de Ban Chiang

En 1992, le site de Ban Chiang a été inscrit sur la liste du patrimoine mondial de l'UNESCO sur critères (iii), c'est-à-dire un site destiné à «témoigner d'un échange d'influences considérable pendant une période donnée ou dans une aire culturelle déterminée, sur le développement de l'architecture ou de la technologie, des arts monumentaux, de la planification des villes ou de la création de paysages».

Fouilles archéologiques sur le site de Ban Chiang
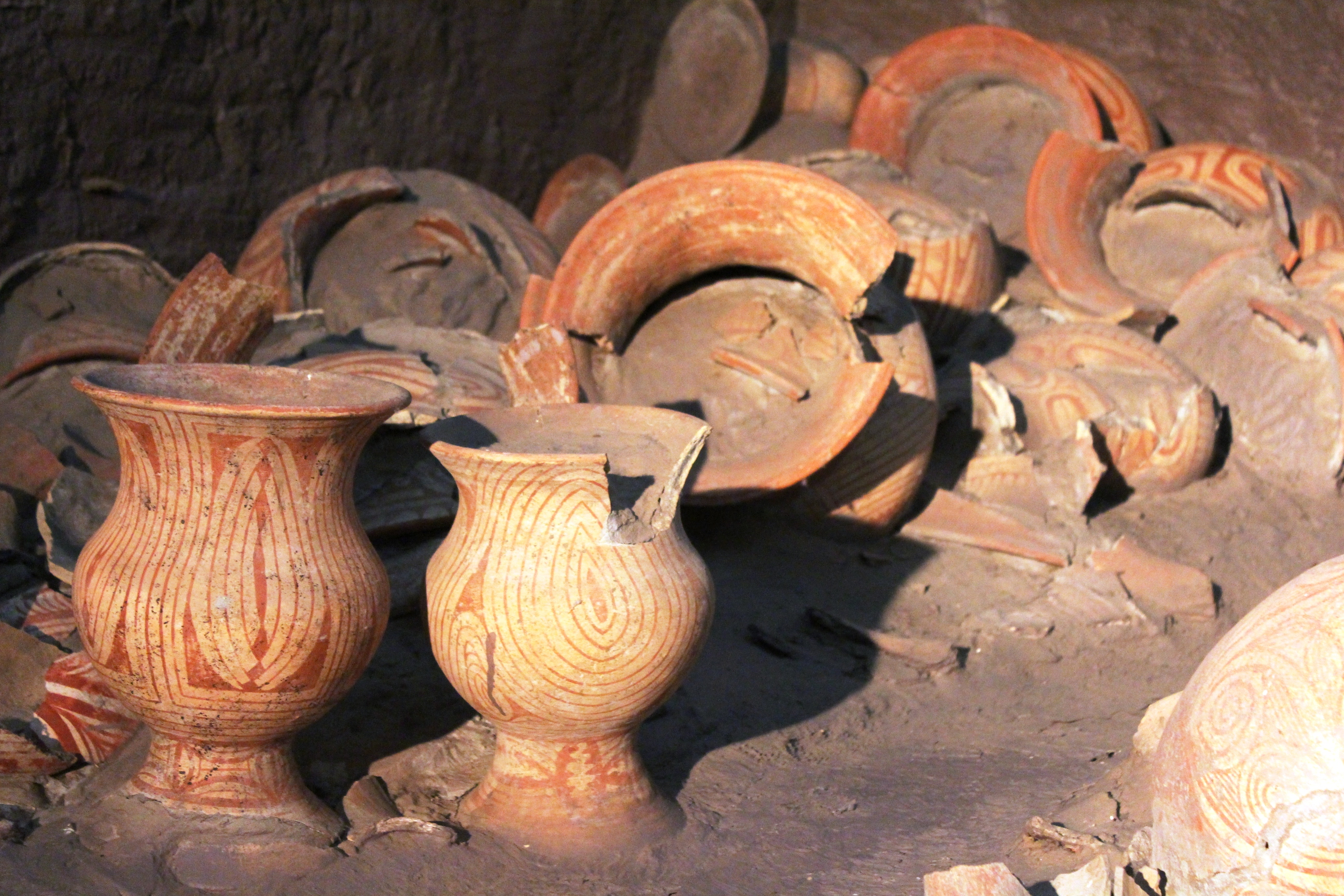
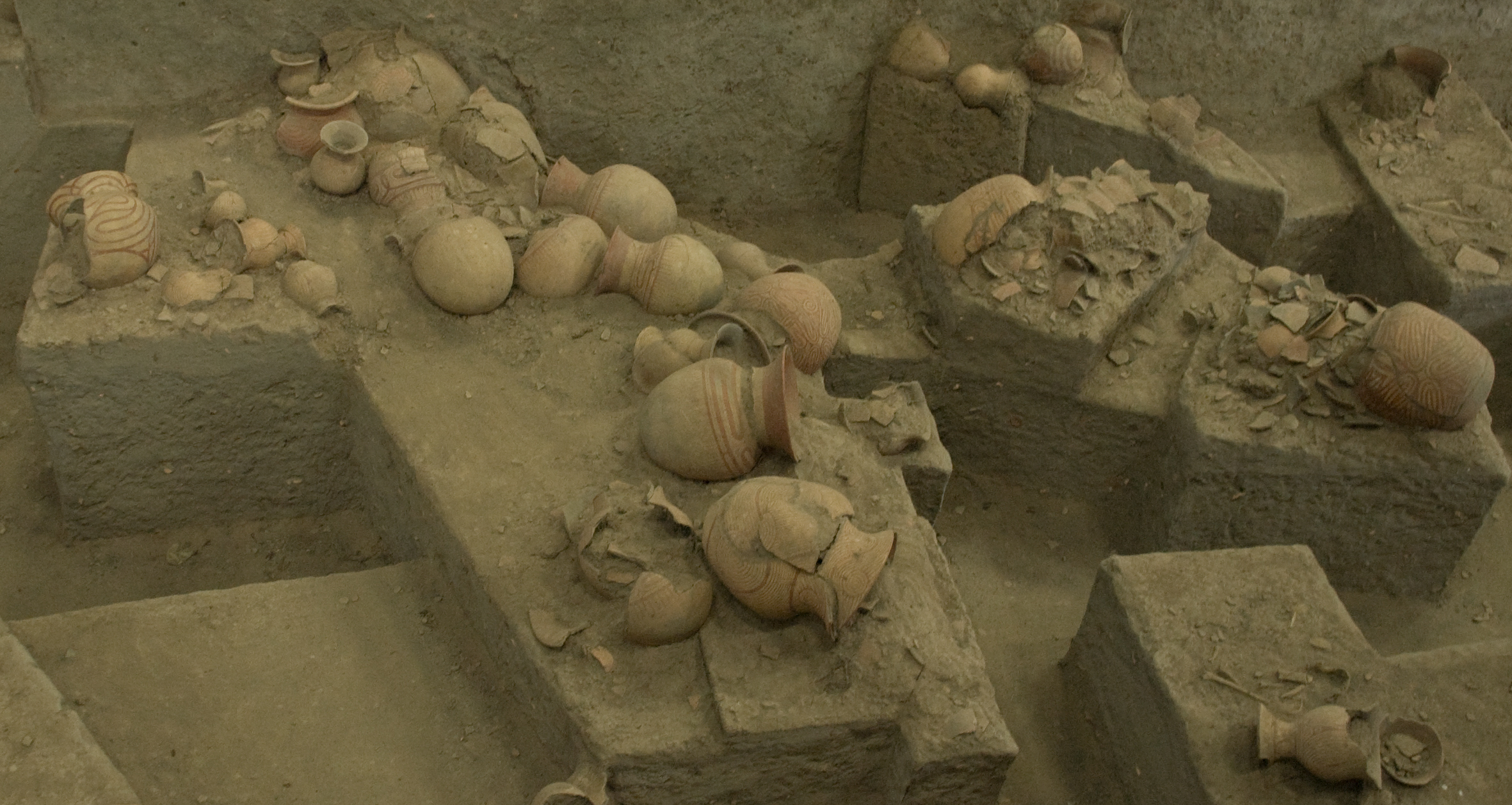
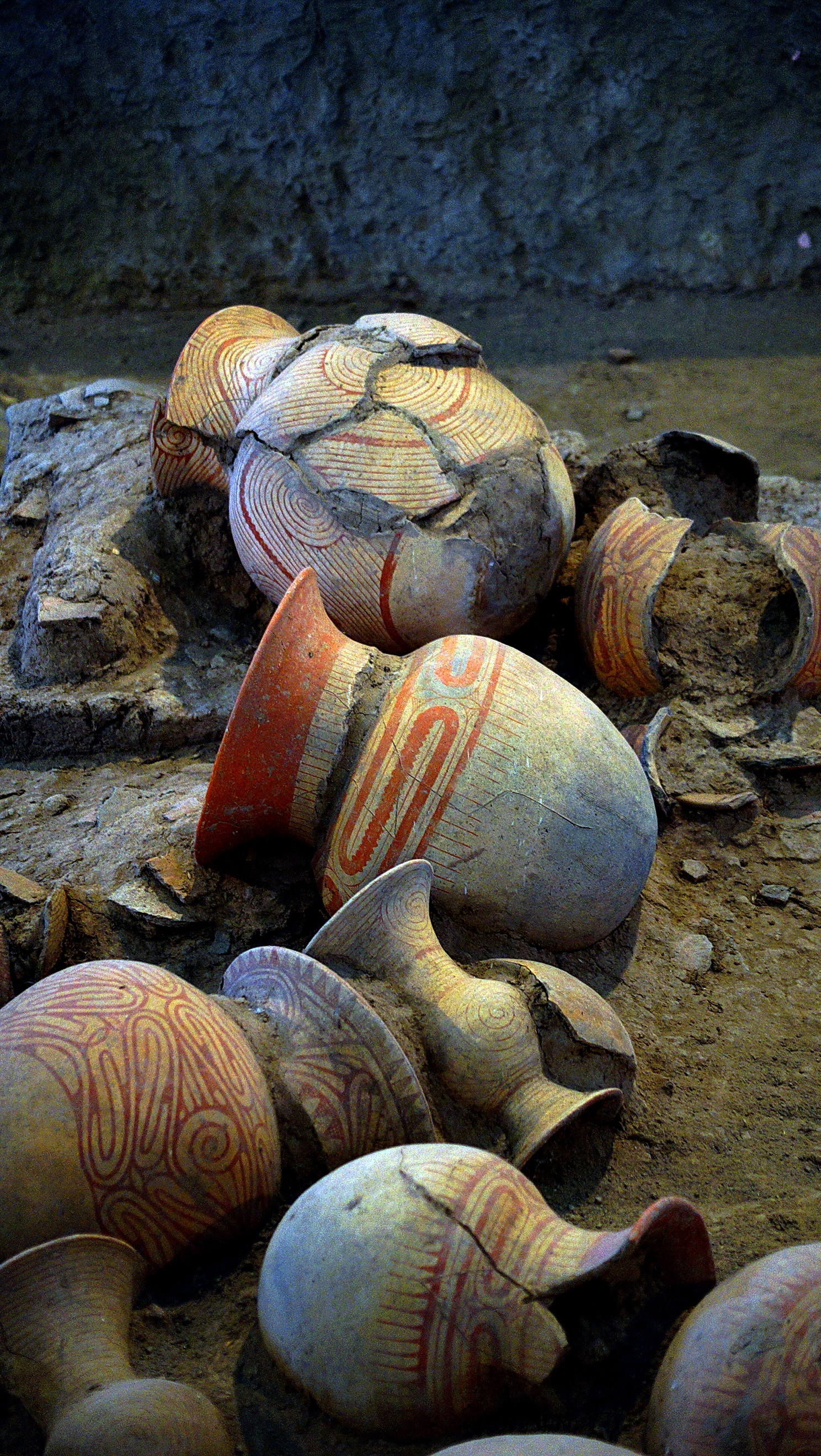
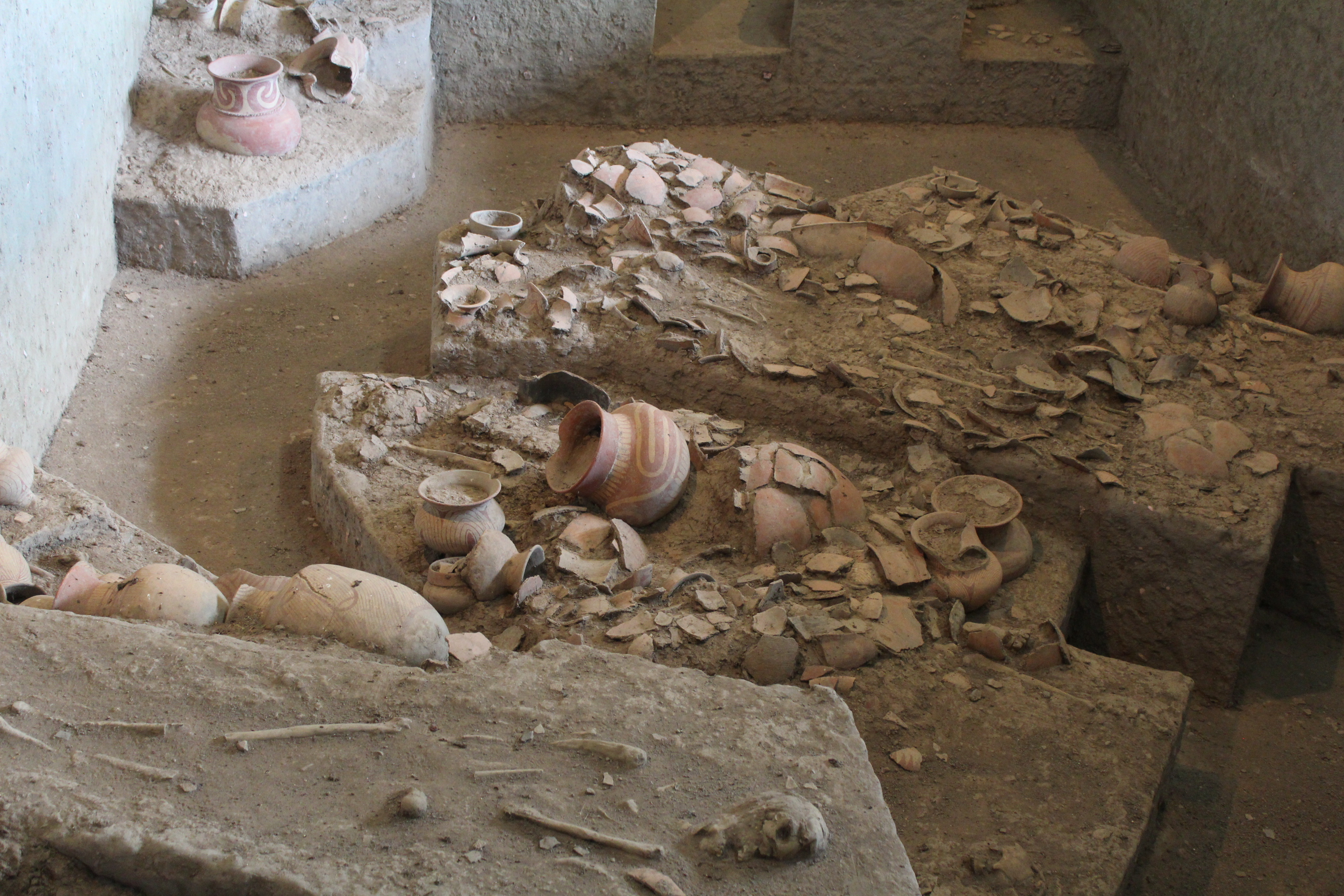

Près du site archéologique, il y a le musée de Ban Chiang. Ce musée, ouvert en 1975 et totalement rénové en 2006, accueille environ 240 000 visiteurs par an. Il expose l'essentiel des découvertes issues des fouilles de Ban Chiang depuis 1972, c'est-à-dire près de 3200 objets du néolithique. Il raconte l'histoire ancienne de Ban Chiang ; des fonctionnaires protègent du pillage ce patrimoine de l'humanité et des universitaires y travaillent et font des recherches.

Célèbres céramiques de Ban Chiang peintes en rouge
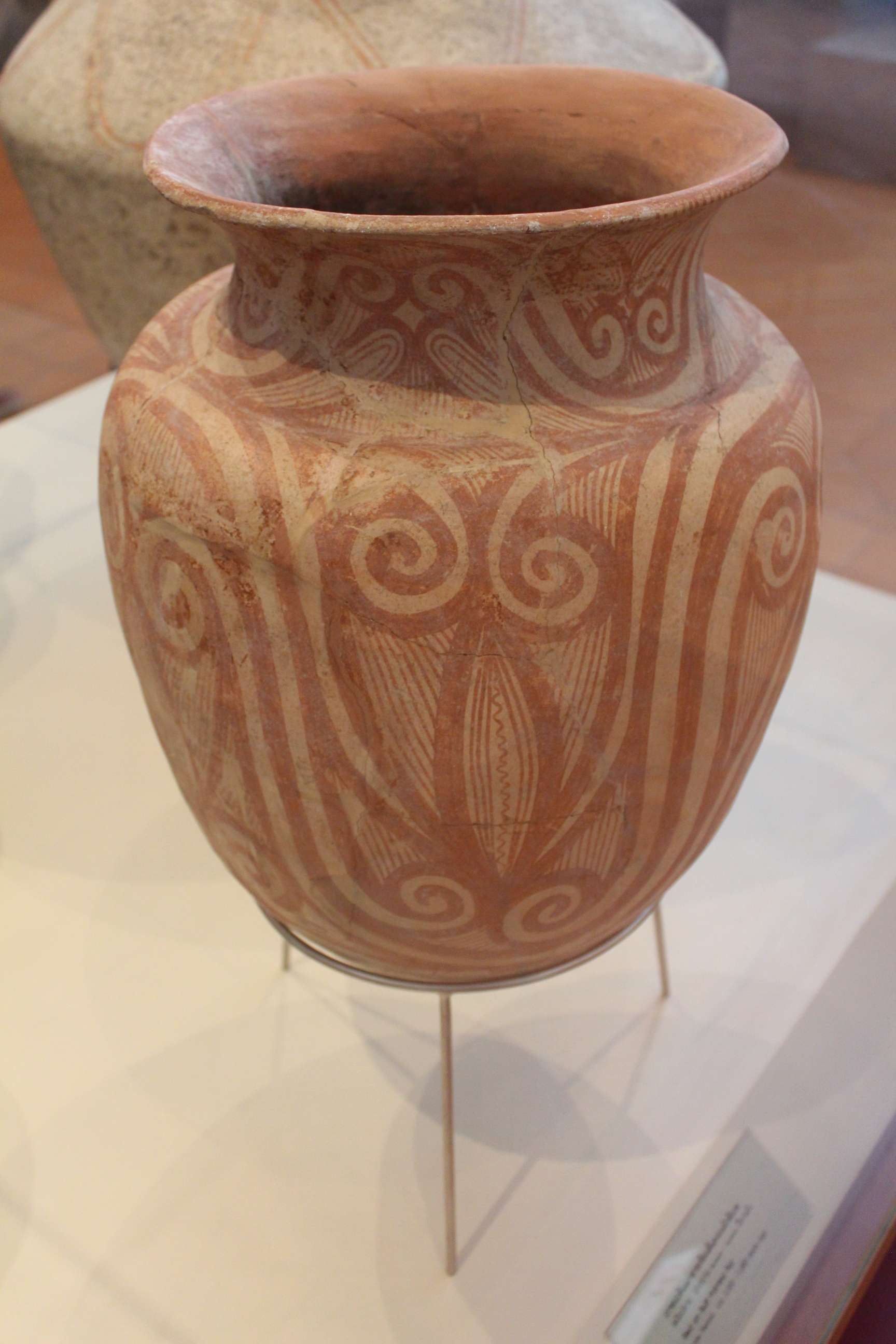
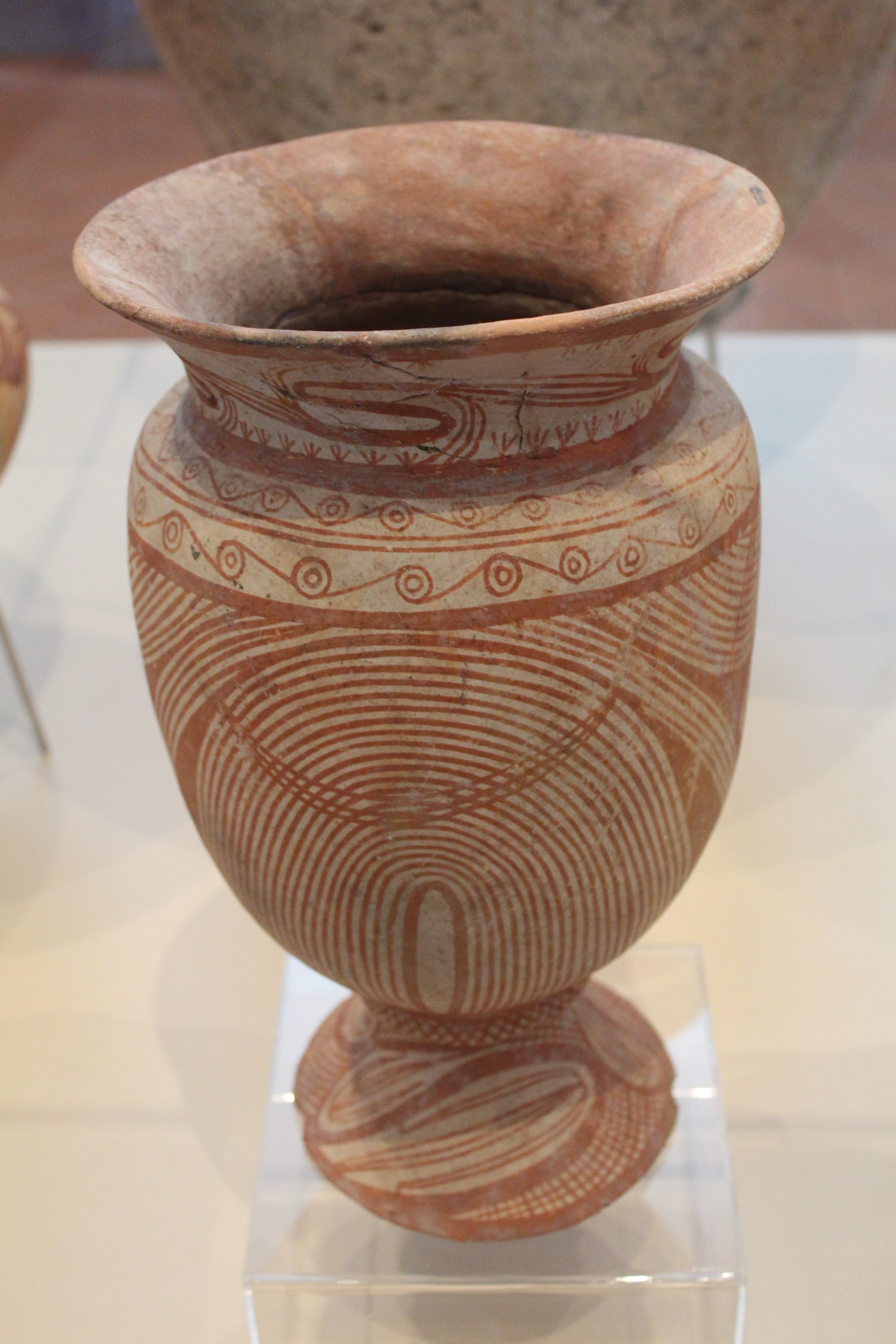
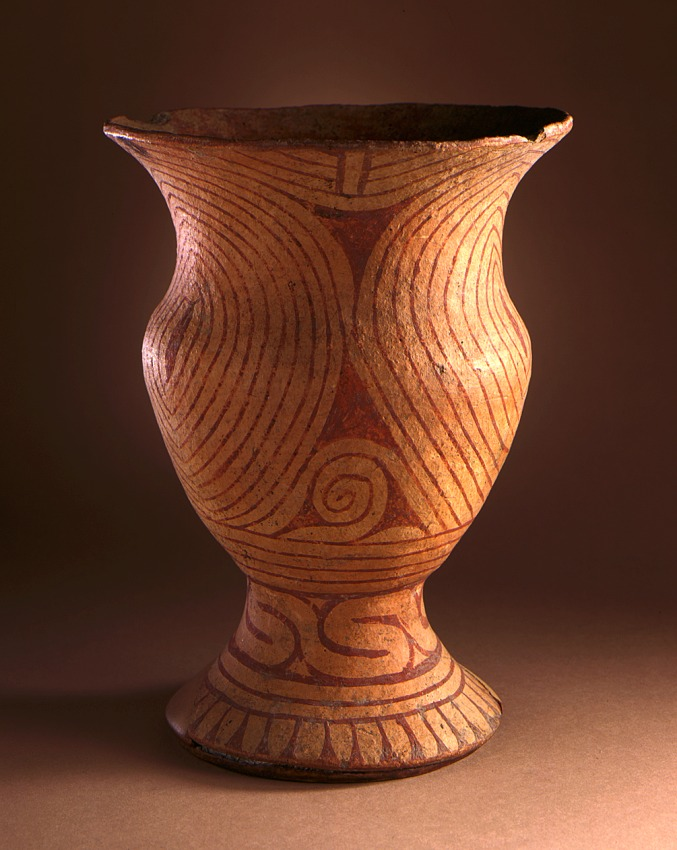
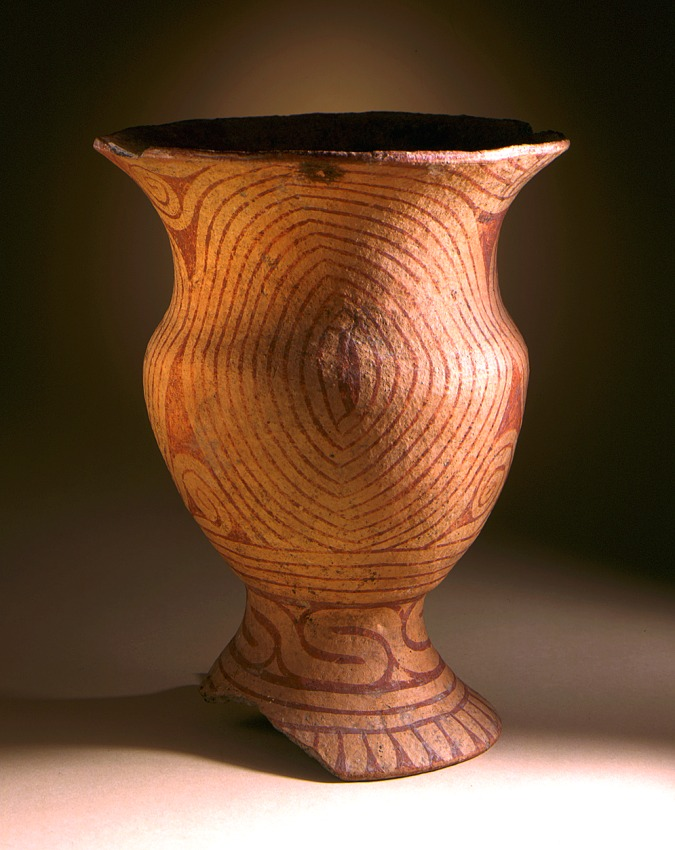
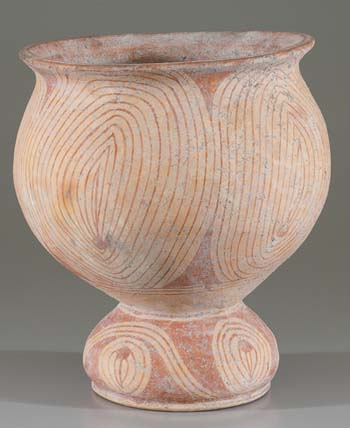

Dans le musée, on peut voir l’exposition intitulée Ban Chiang, Discovery of a Lost Bronze Age, une exposition réalisée par le Dr Joyce White qui fut l'objet d'une tournée aux États-Unis, constituée des poteries étudiées et datées par l'Université de Pennsylvanie. Cette exposition a pour finir été installée définitivement de façon permanente au musée de Ban Chiang en 1987.

Céramiques peintes avec des motifs en spirale
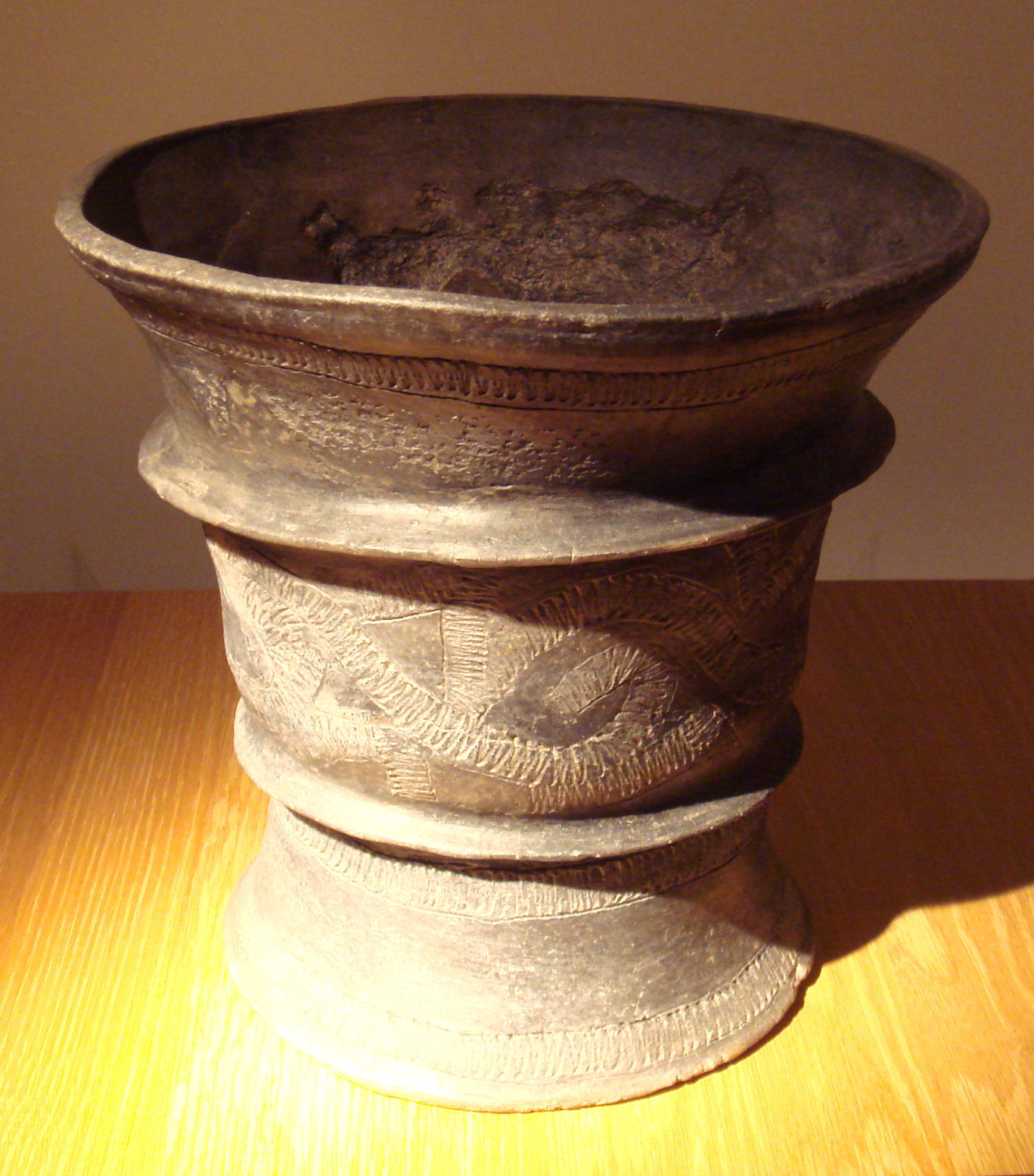
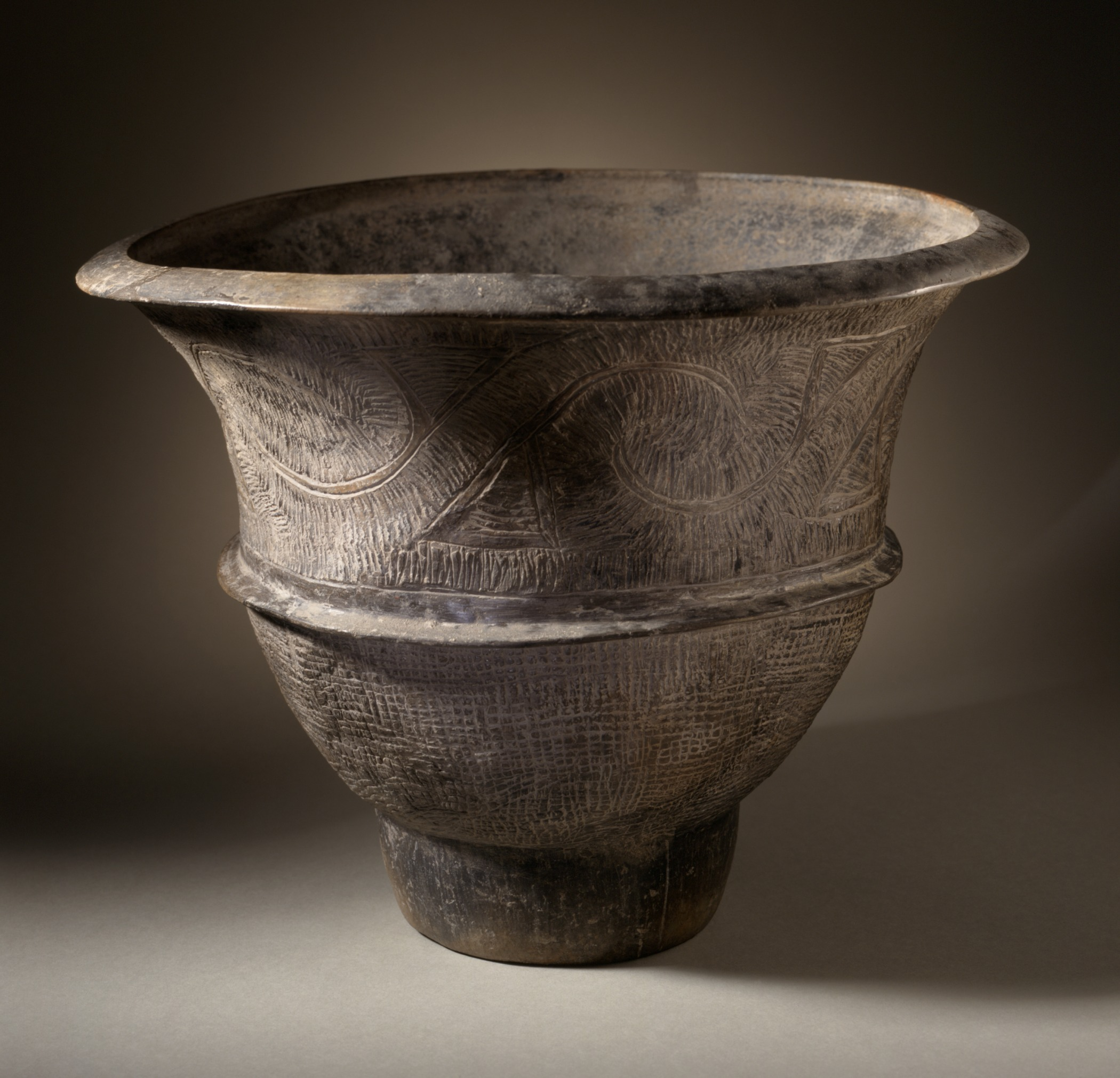
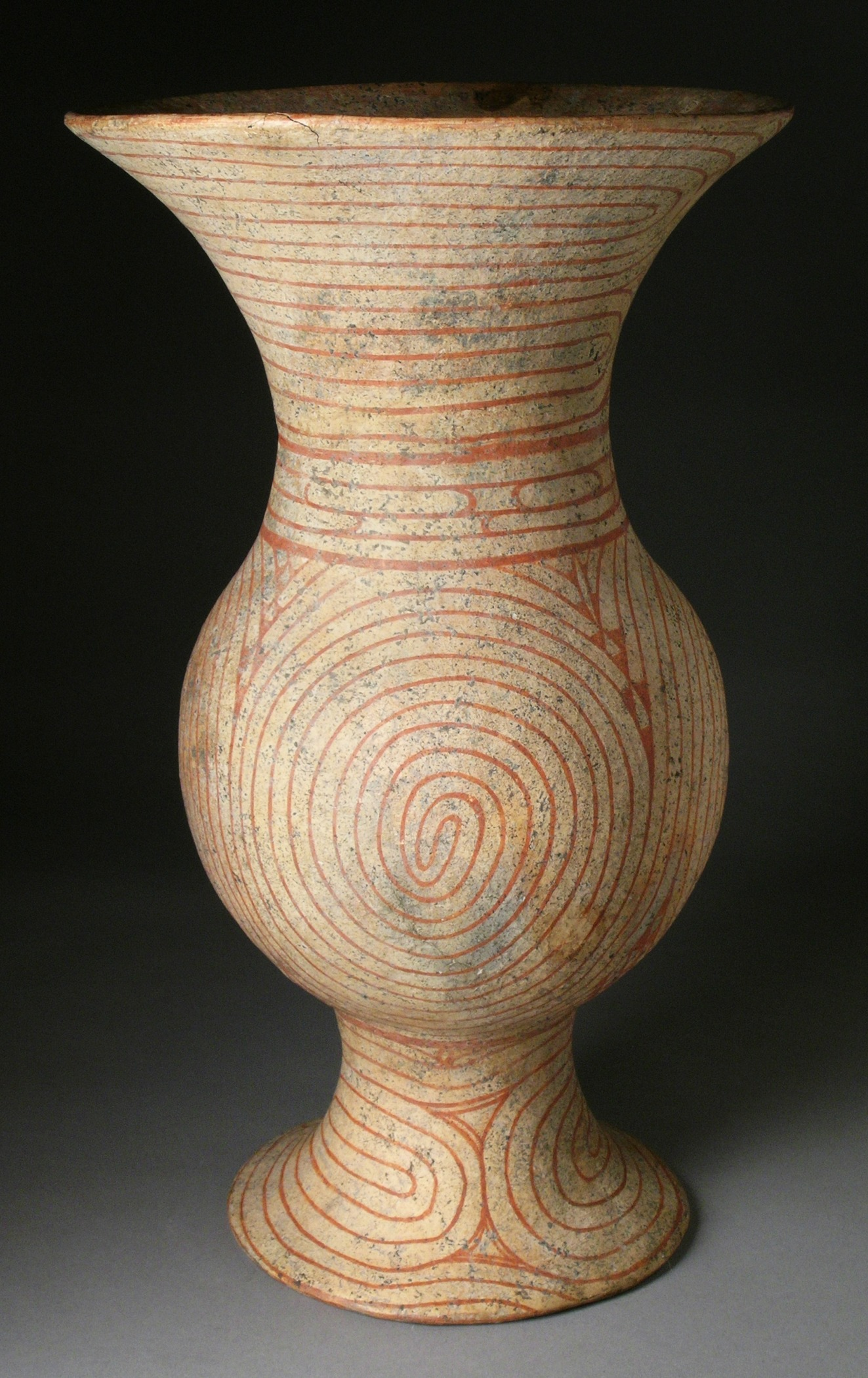
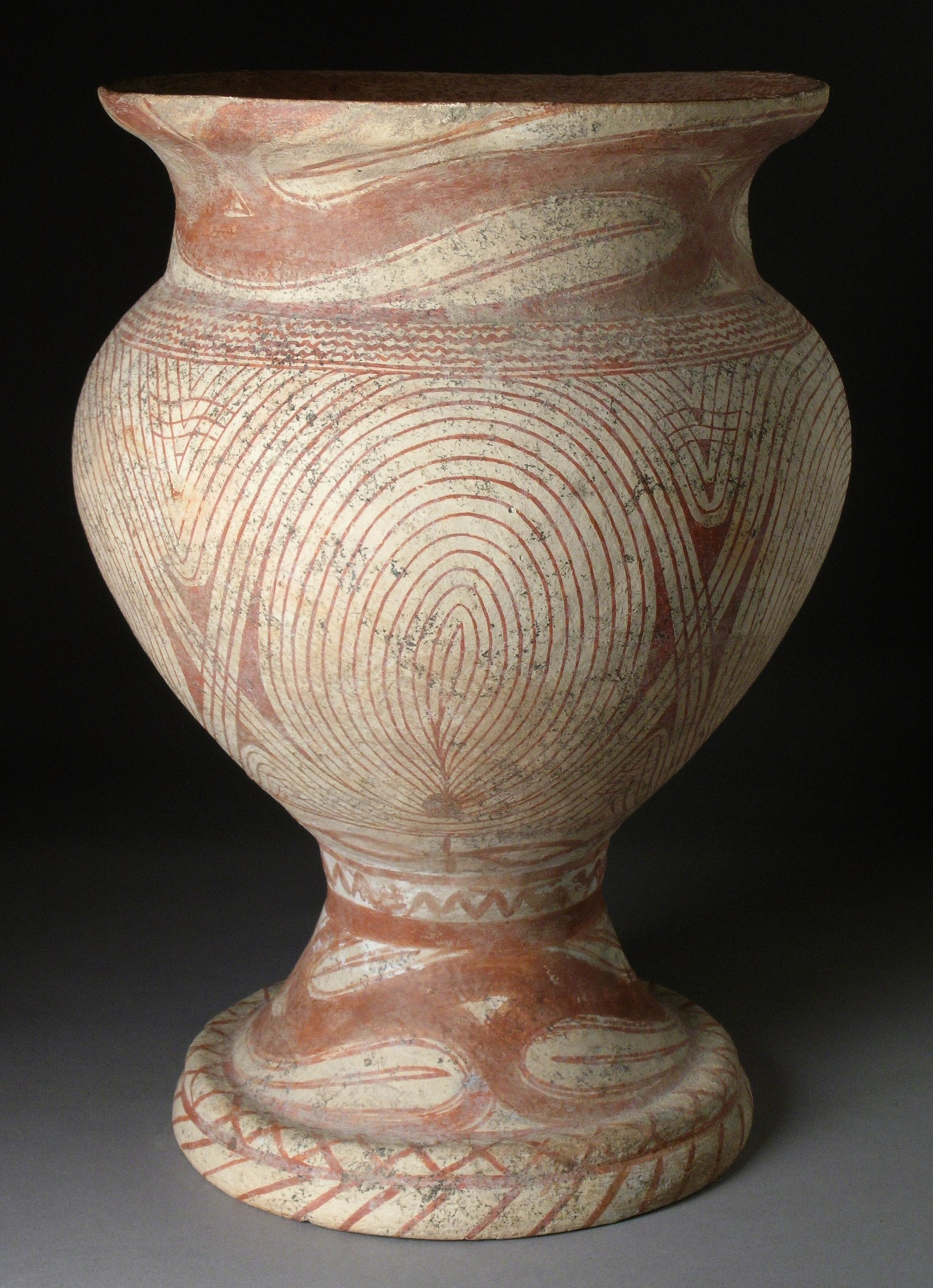

## Galeries

Bijoux de Ban Chiang en pierre, alliage de cuivre et verre : bracelets et boucles d'oreilles (Musée d'Art du comté de Los Angeles)
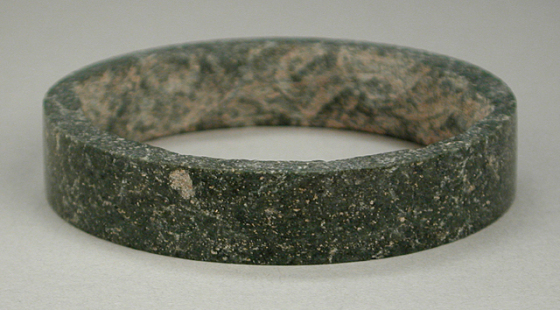
Bracelet en pierre
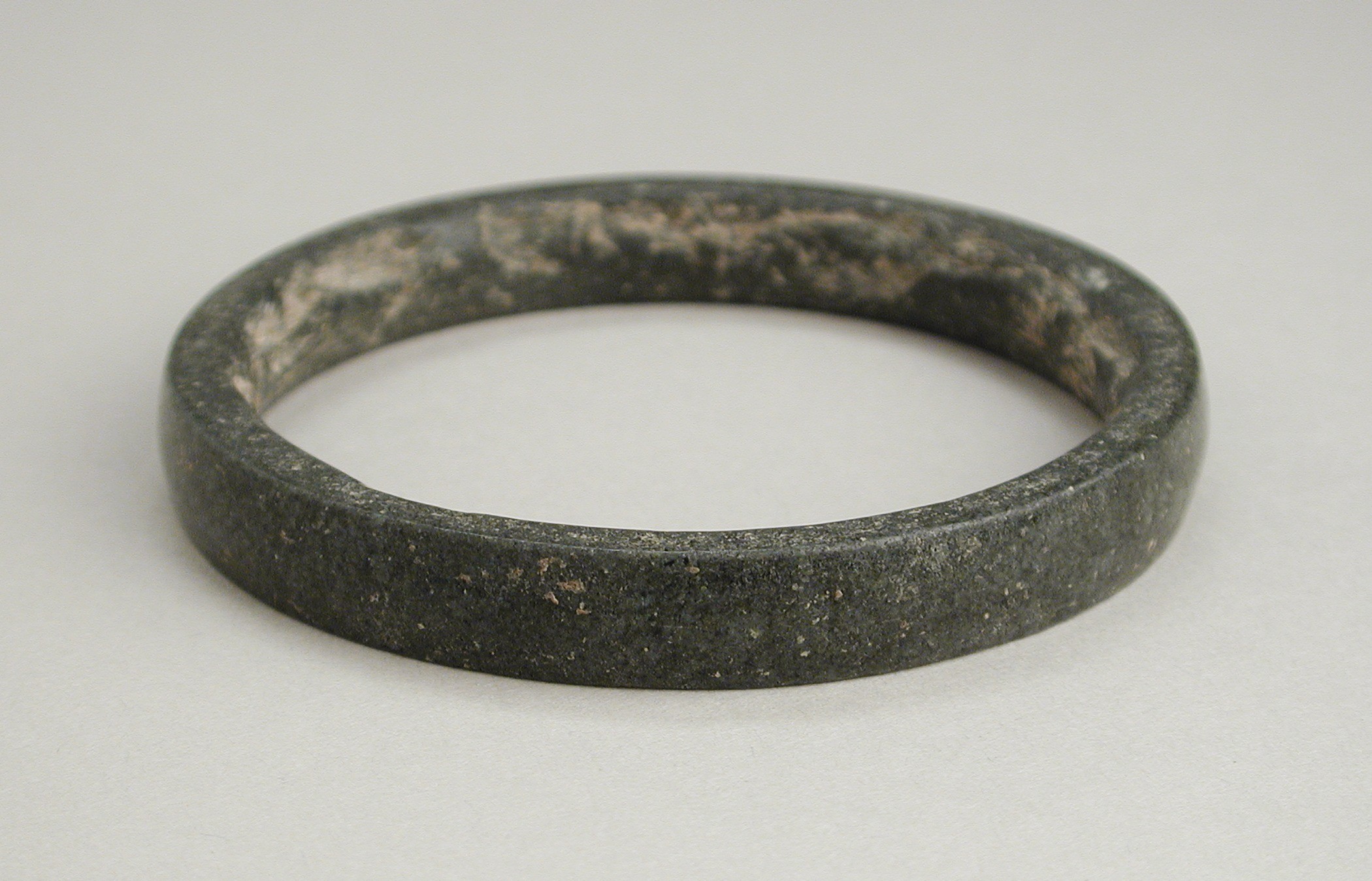
Pierre
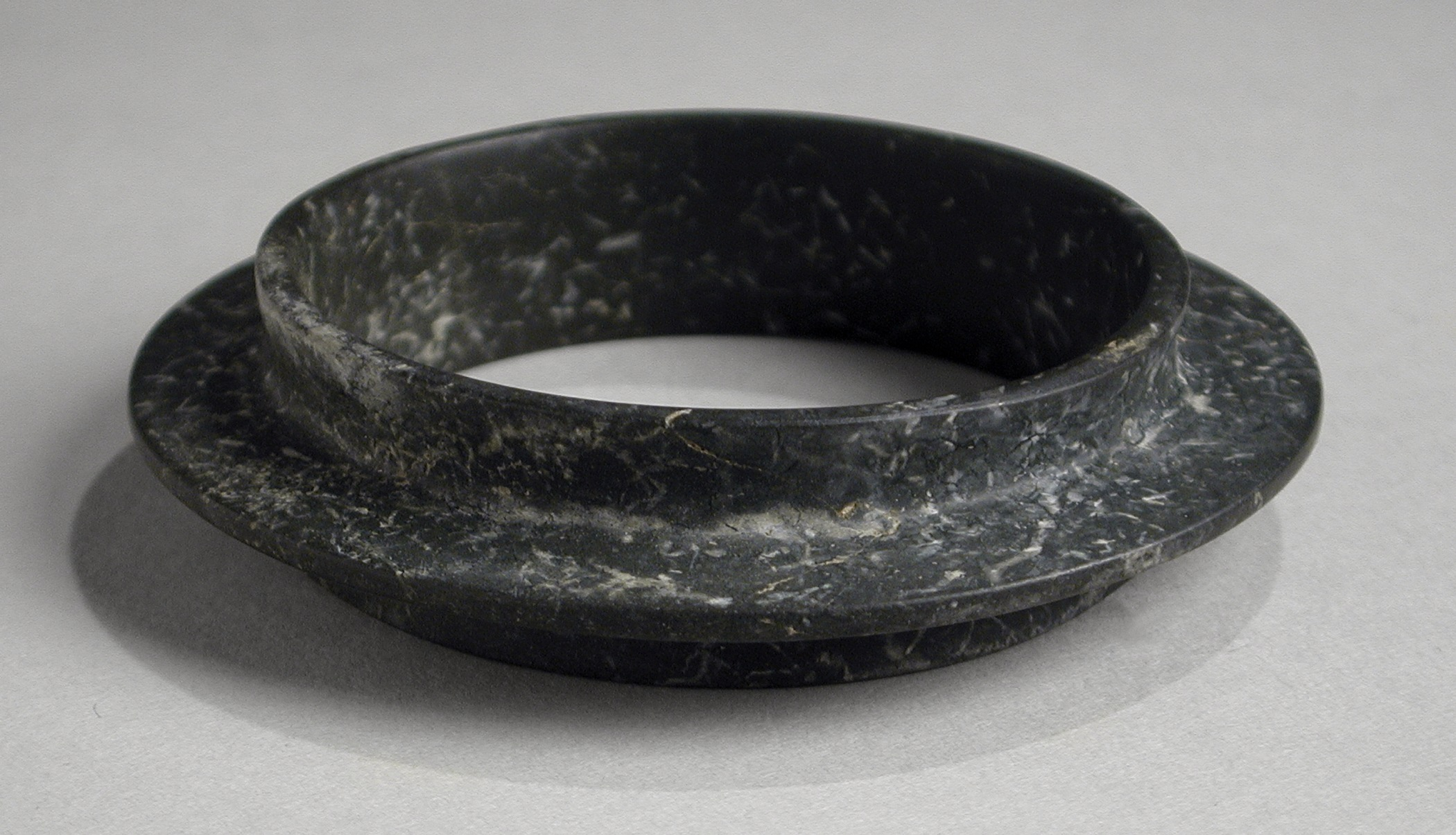
Pierre
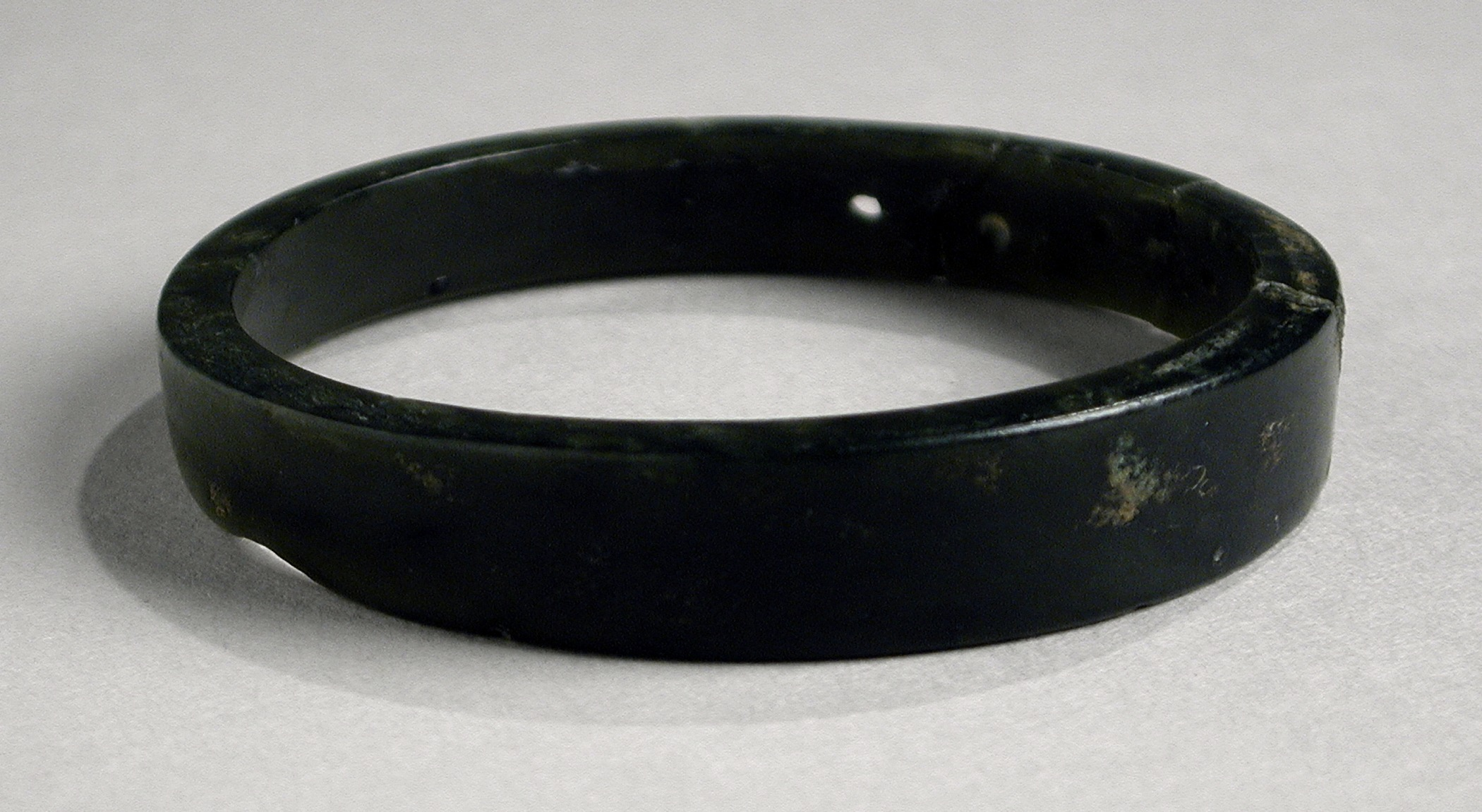
Pierre
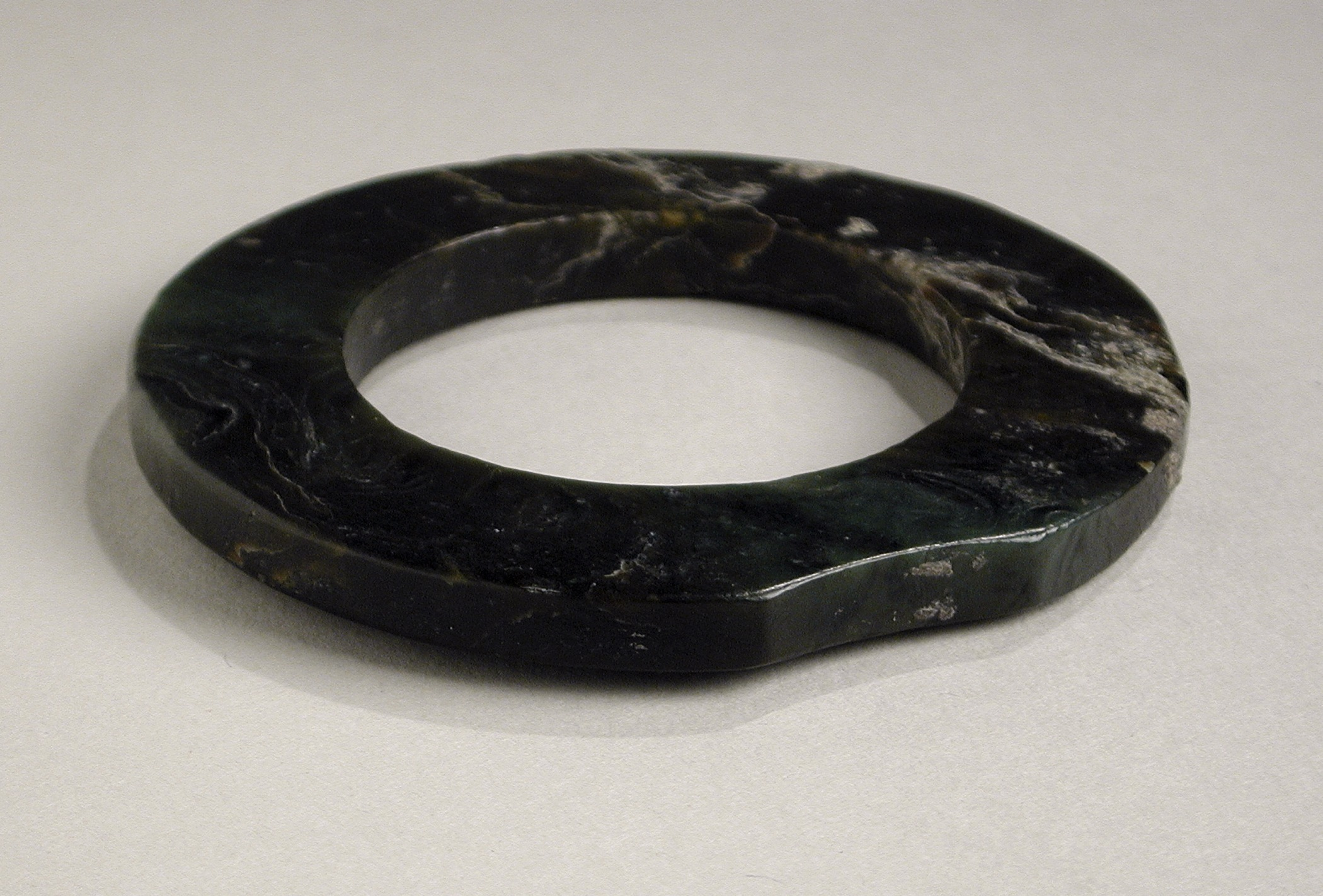
Pierre
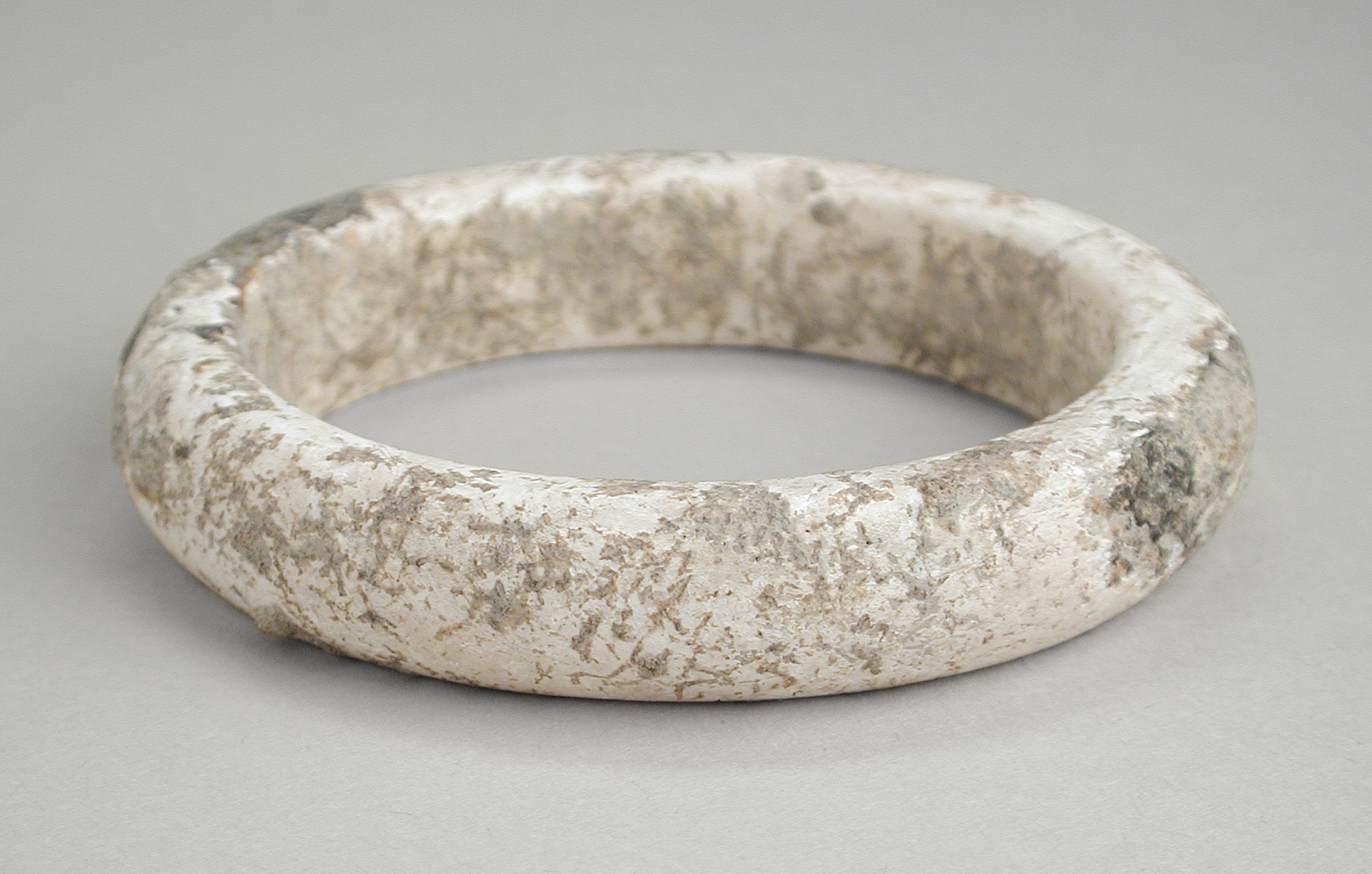
Calcite
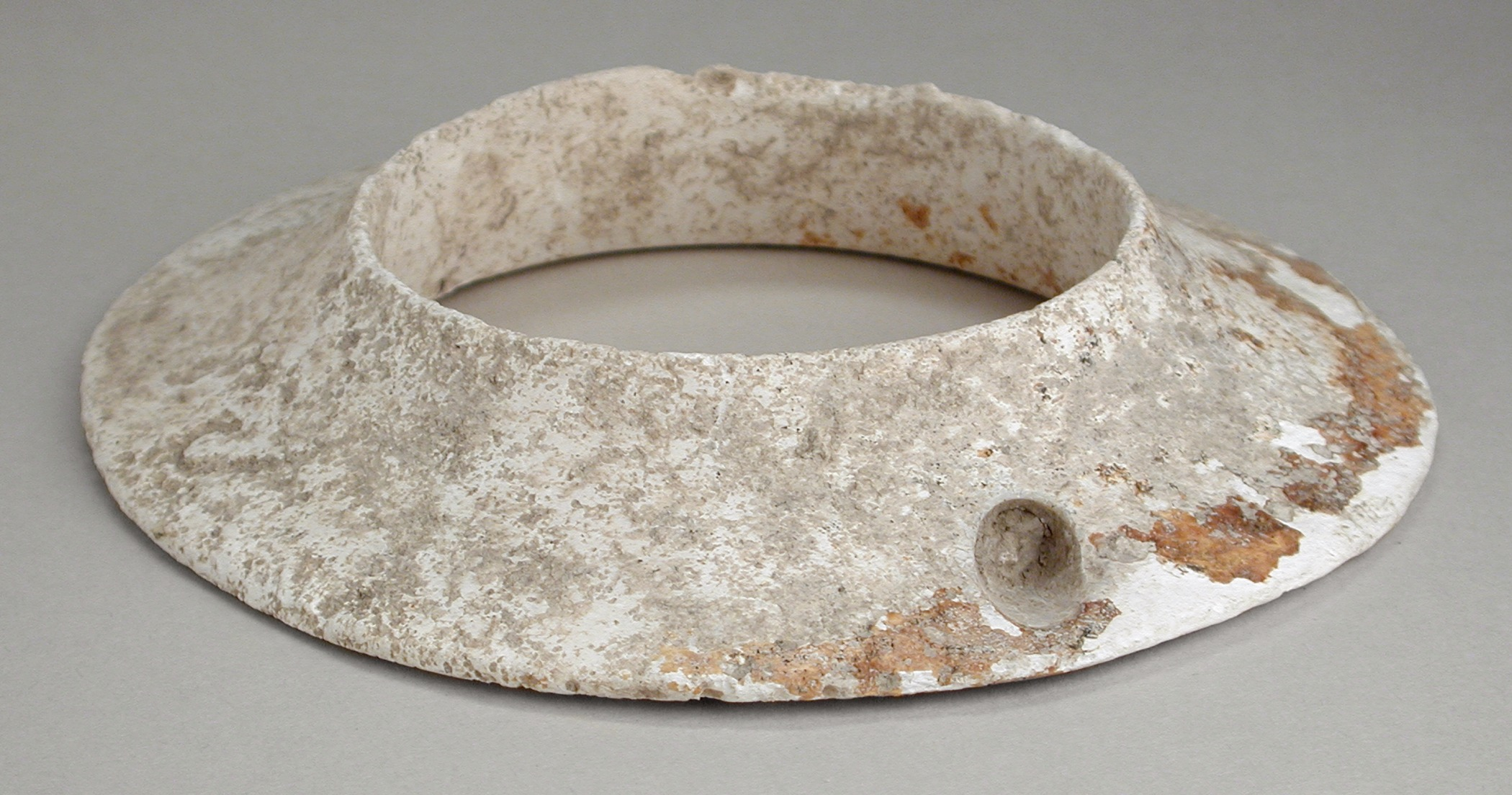
Calcite
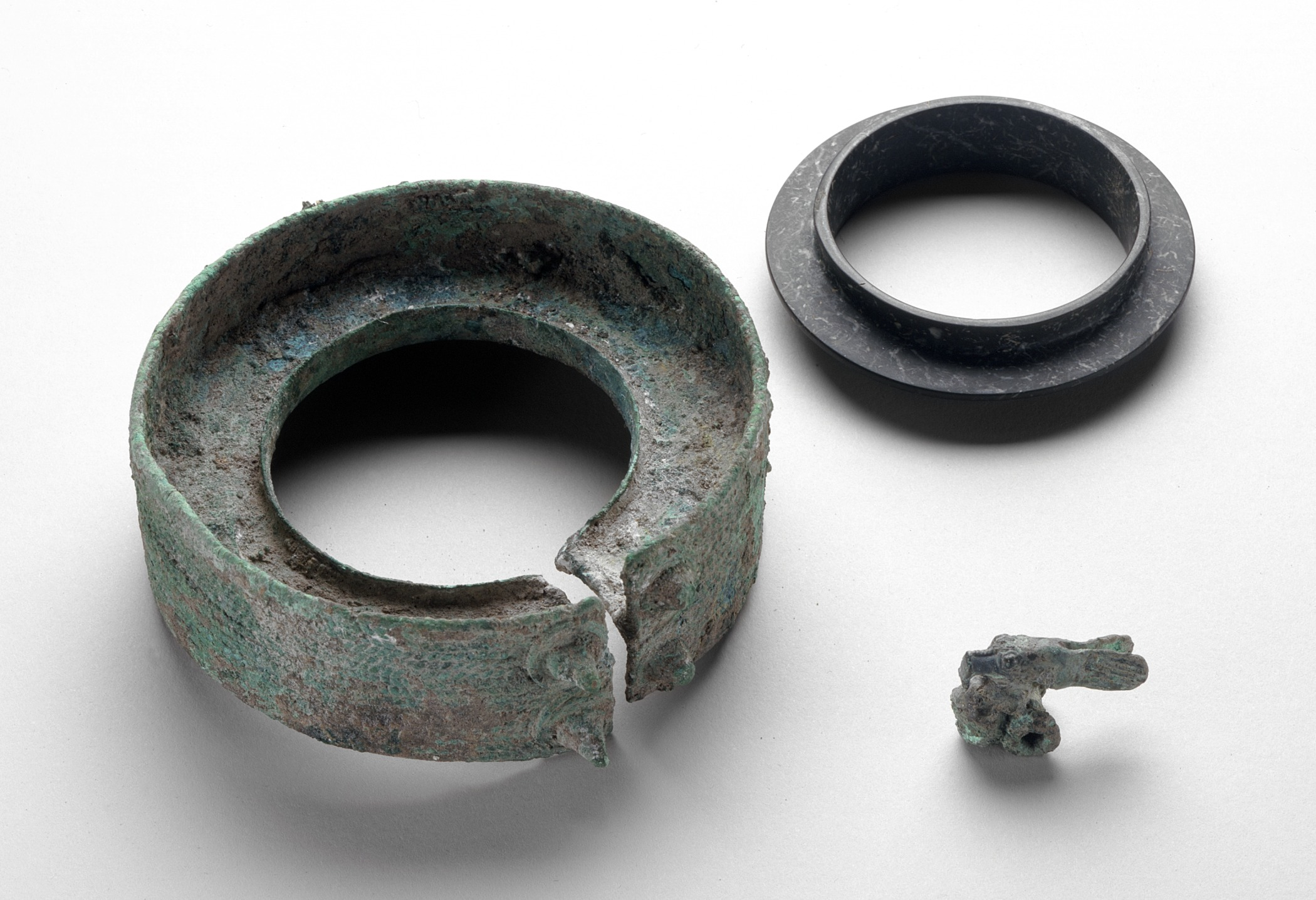
Bracelets en alliage de cuivre et en pierre
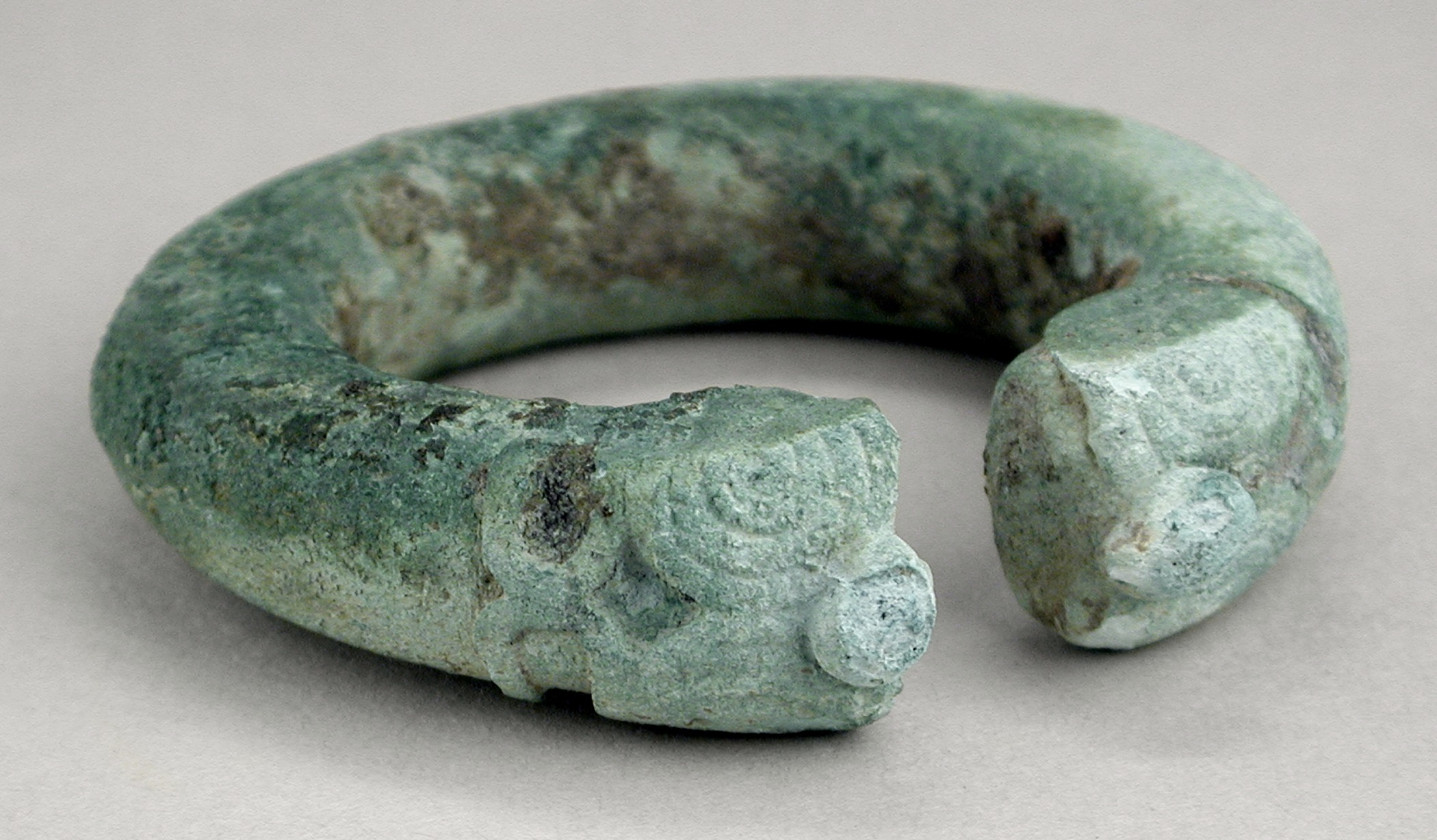
Alliage de cuivre
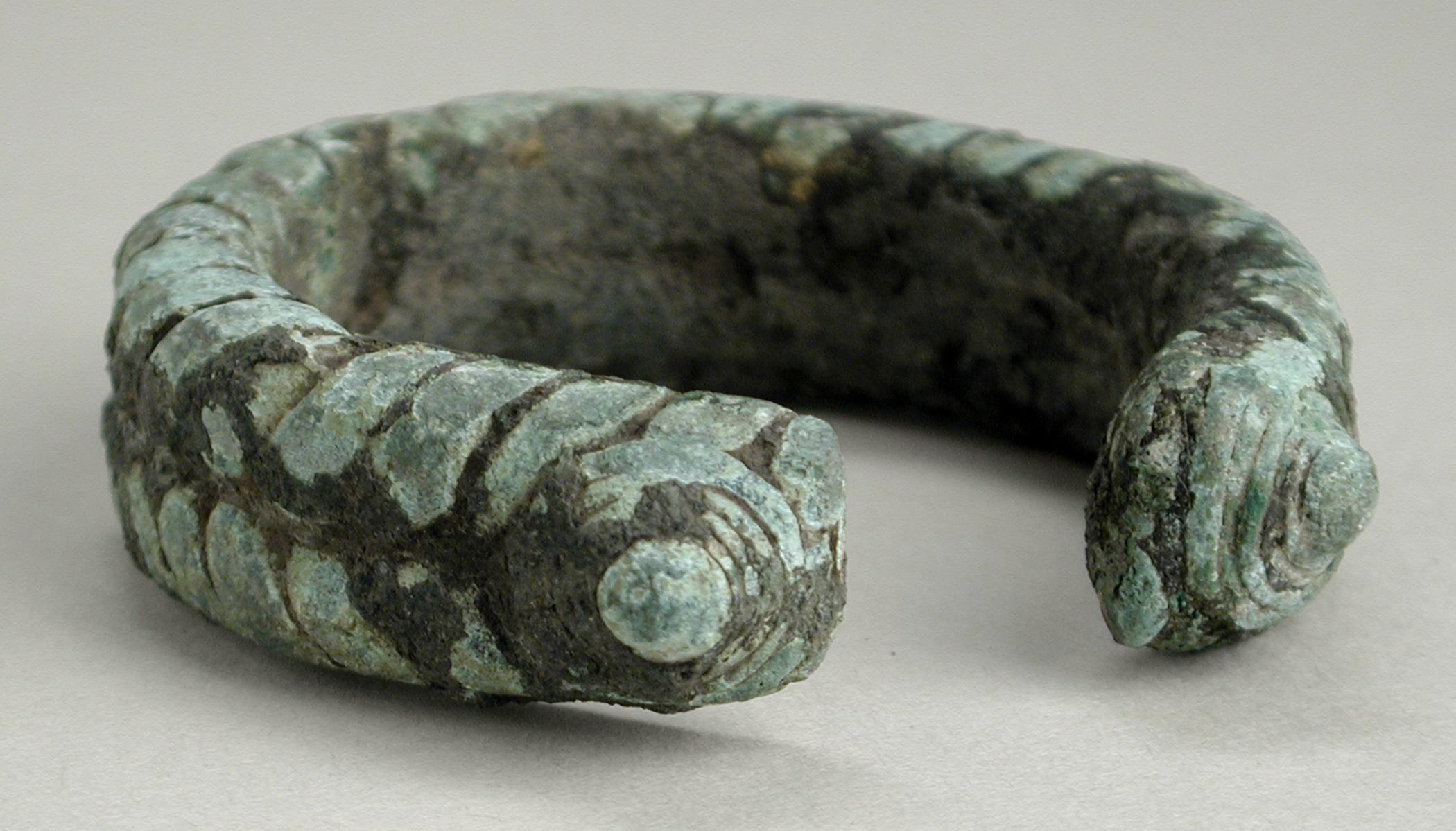
Alliage de cuivre
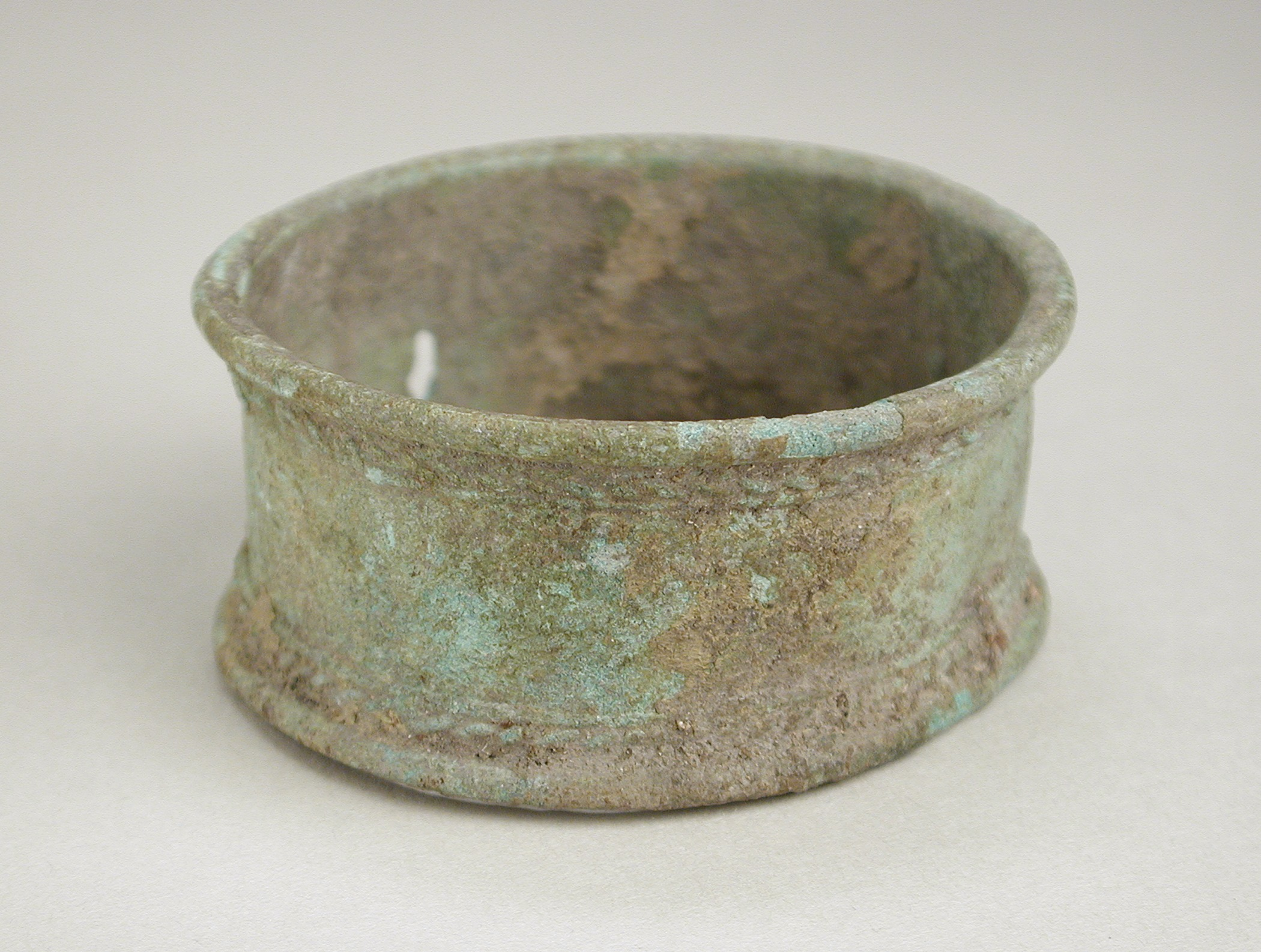
Alliage de cuivre
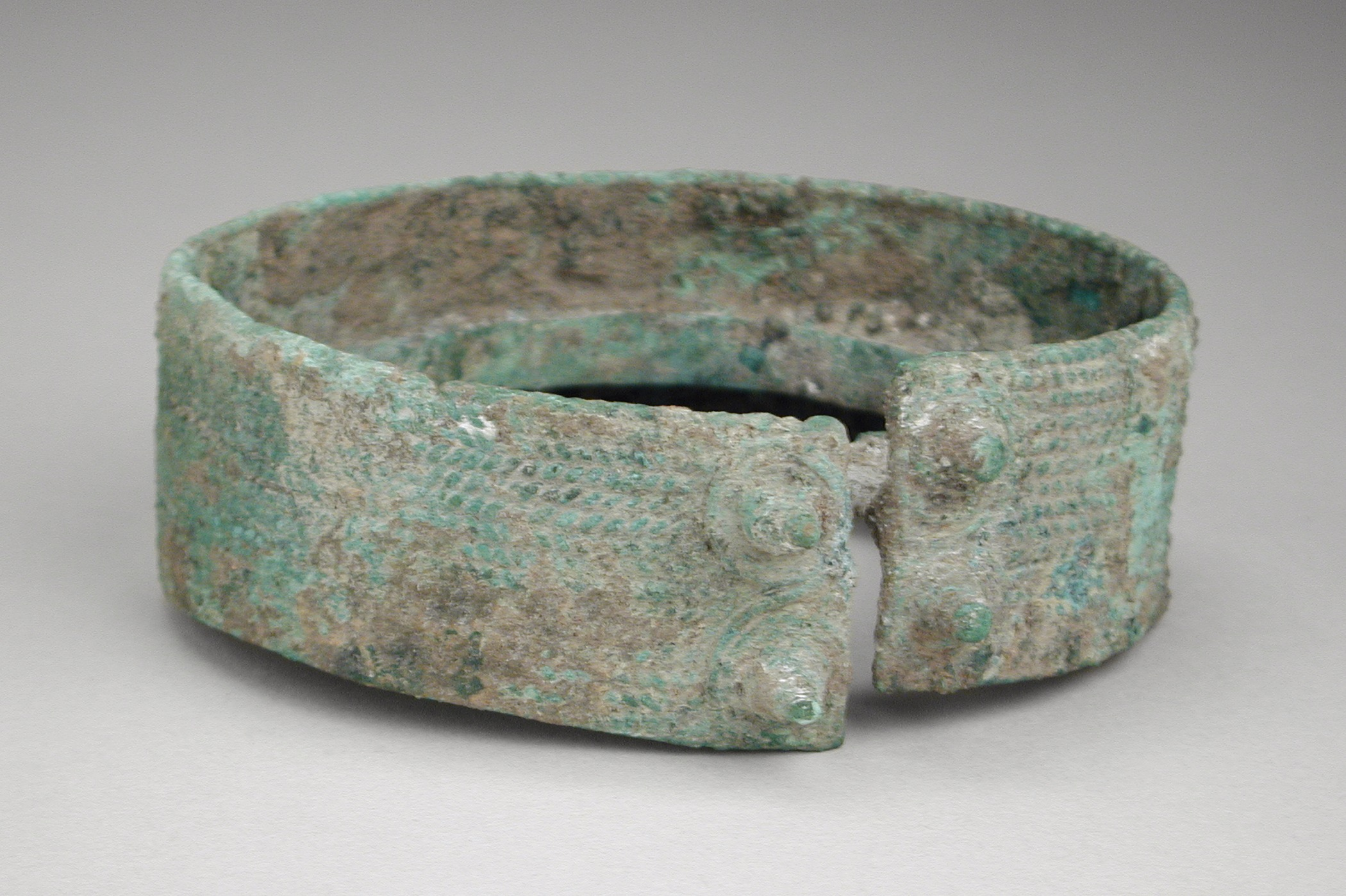
Alliage de cuivre
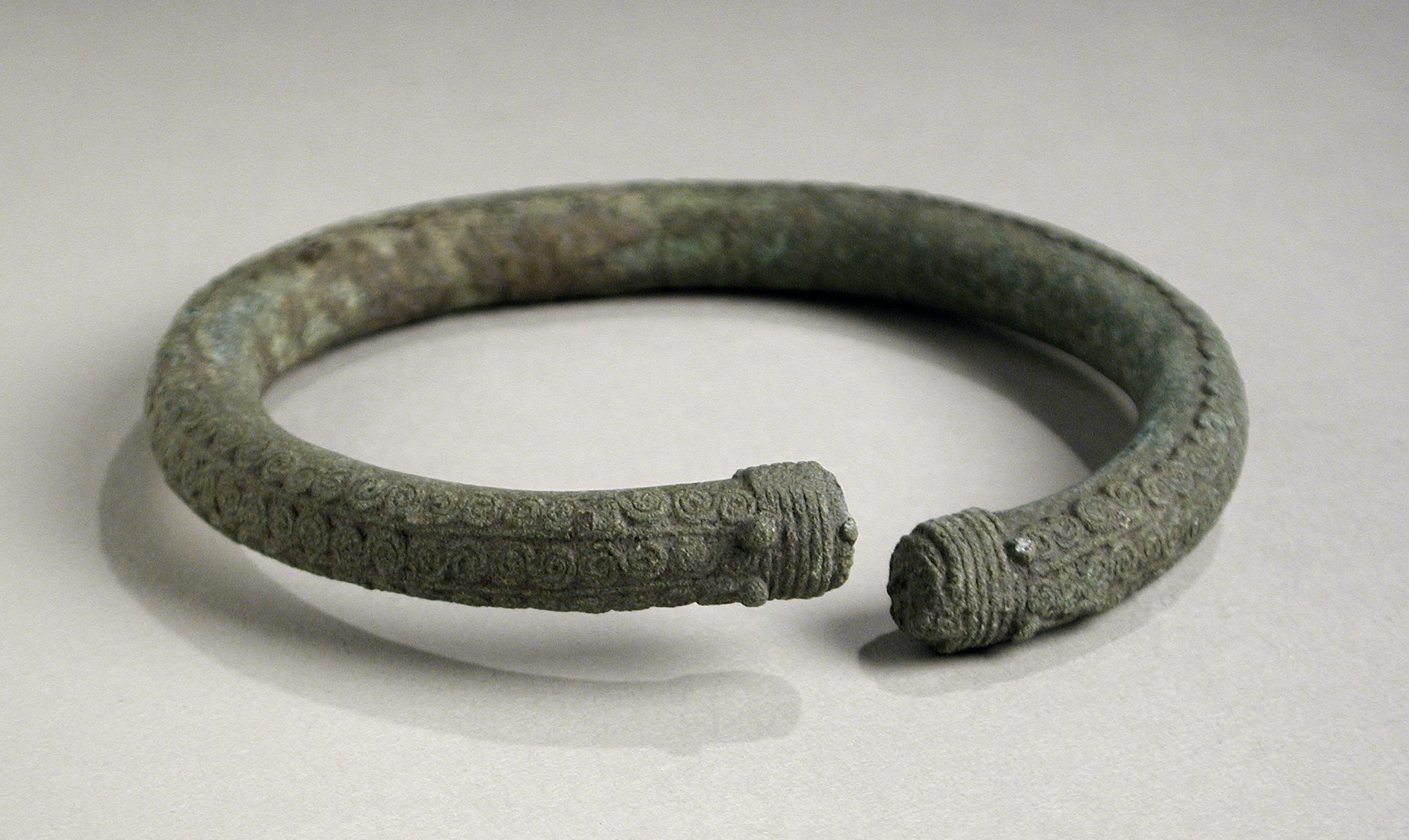
Alliage de cuivre
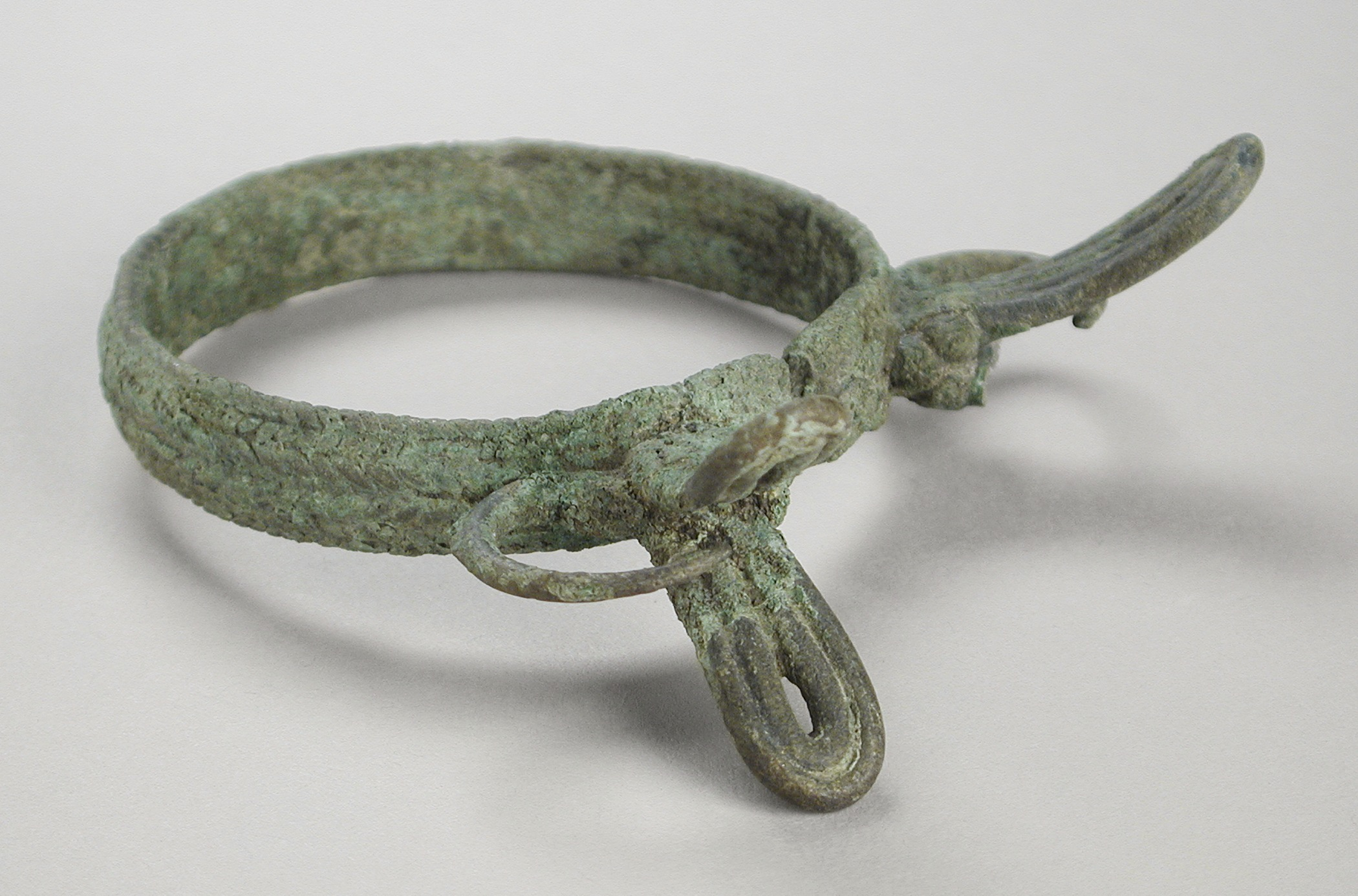
Alliage de cuivre
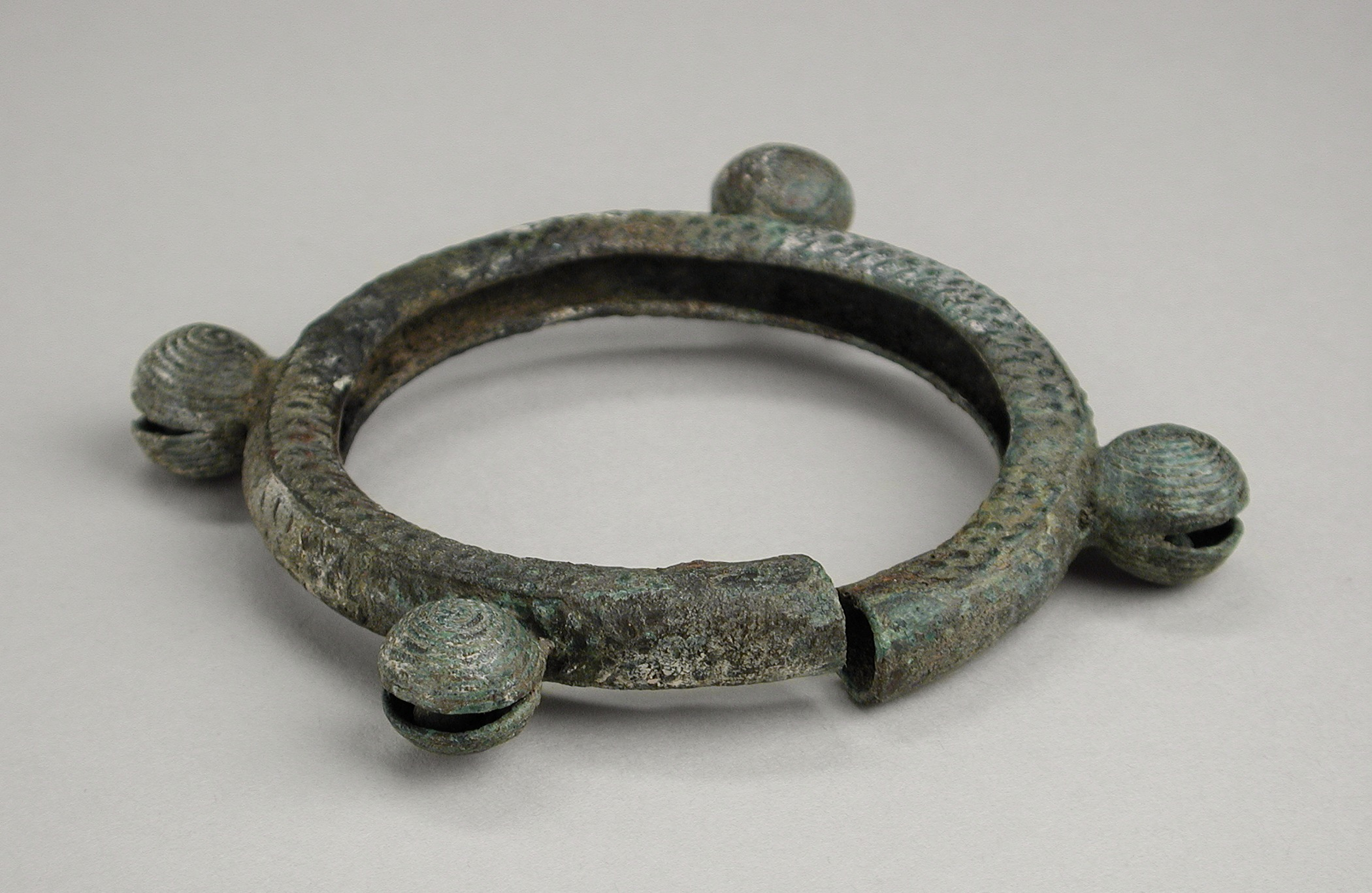
Bracelet avec quatre grelots en alliage de cuivre
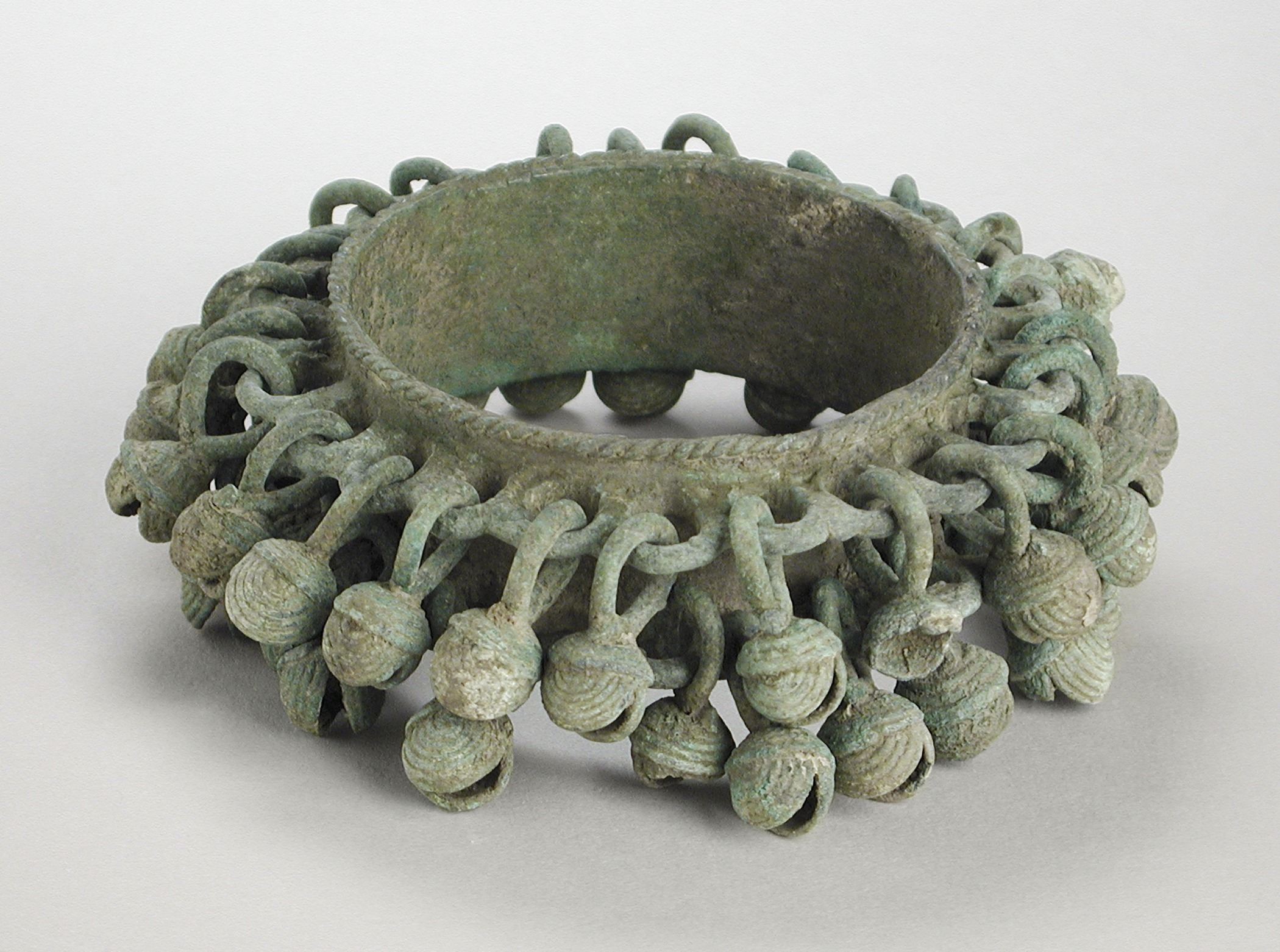
Bracelet avec moult grelots en alliage de cuivre
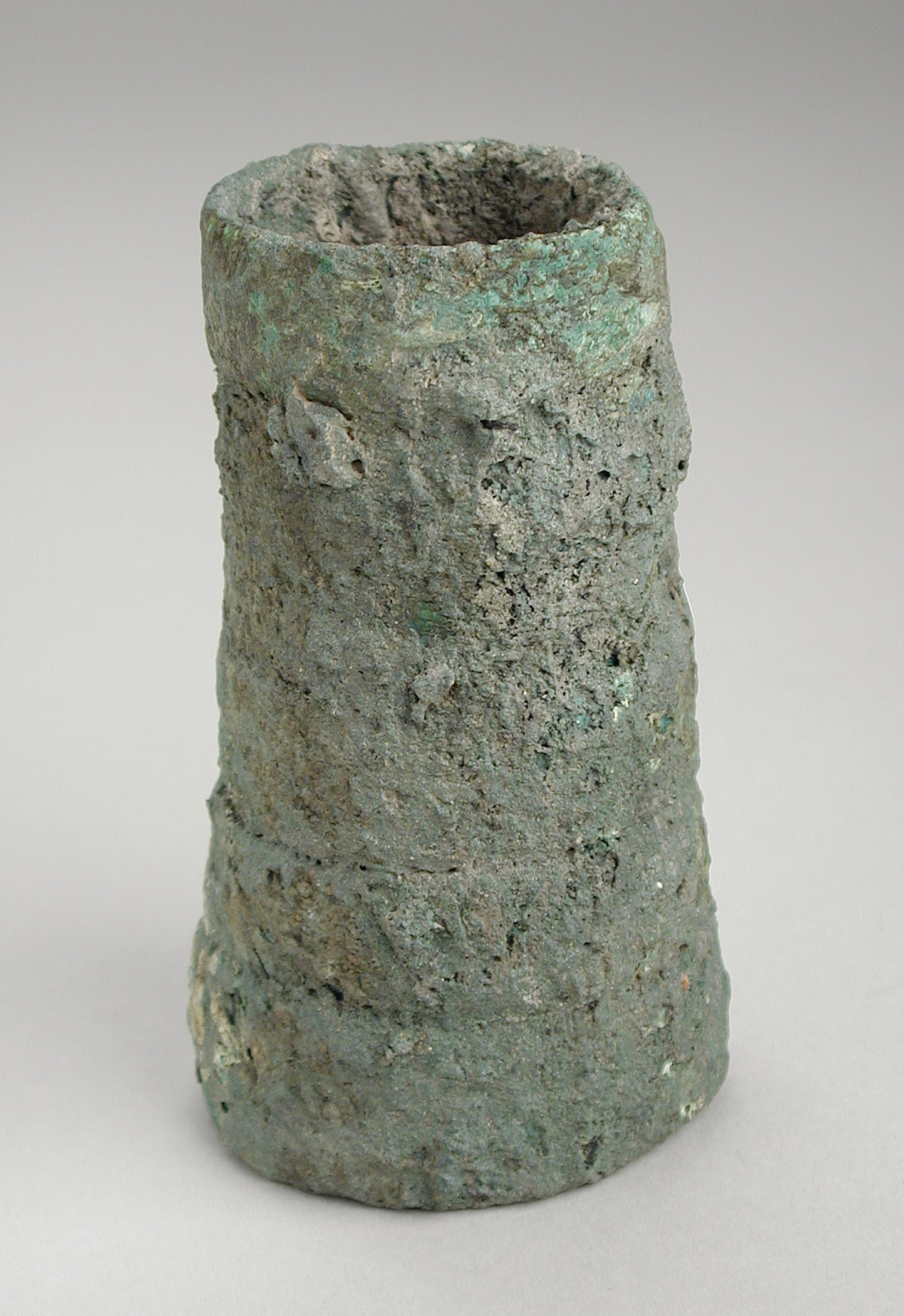
Ensemble de six bracelets en alliage de cuivre
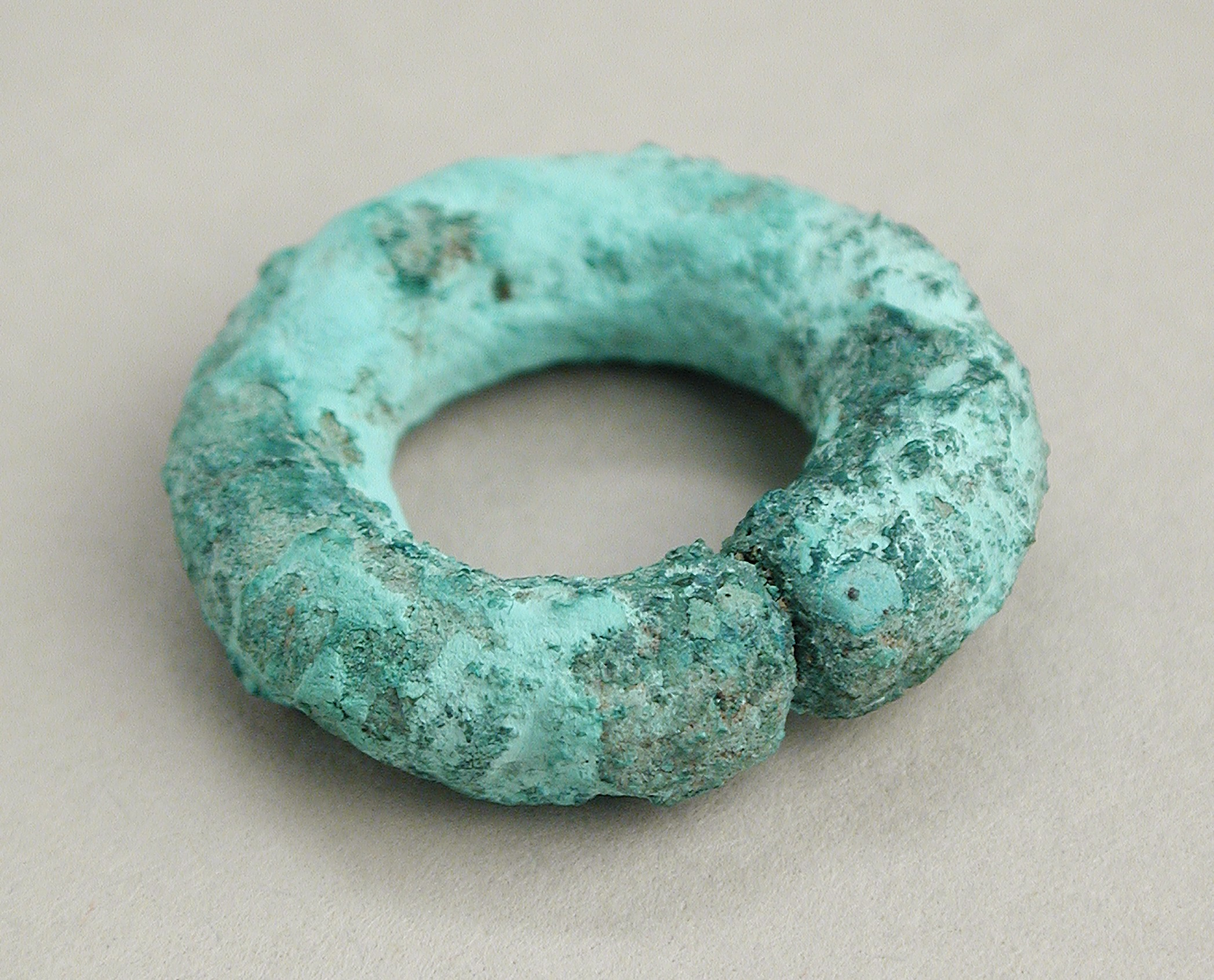
Boucle d'oreille en alliage de cuivre
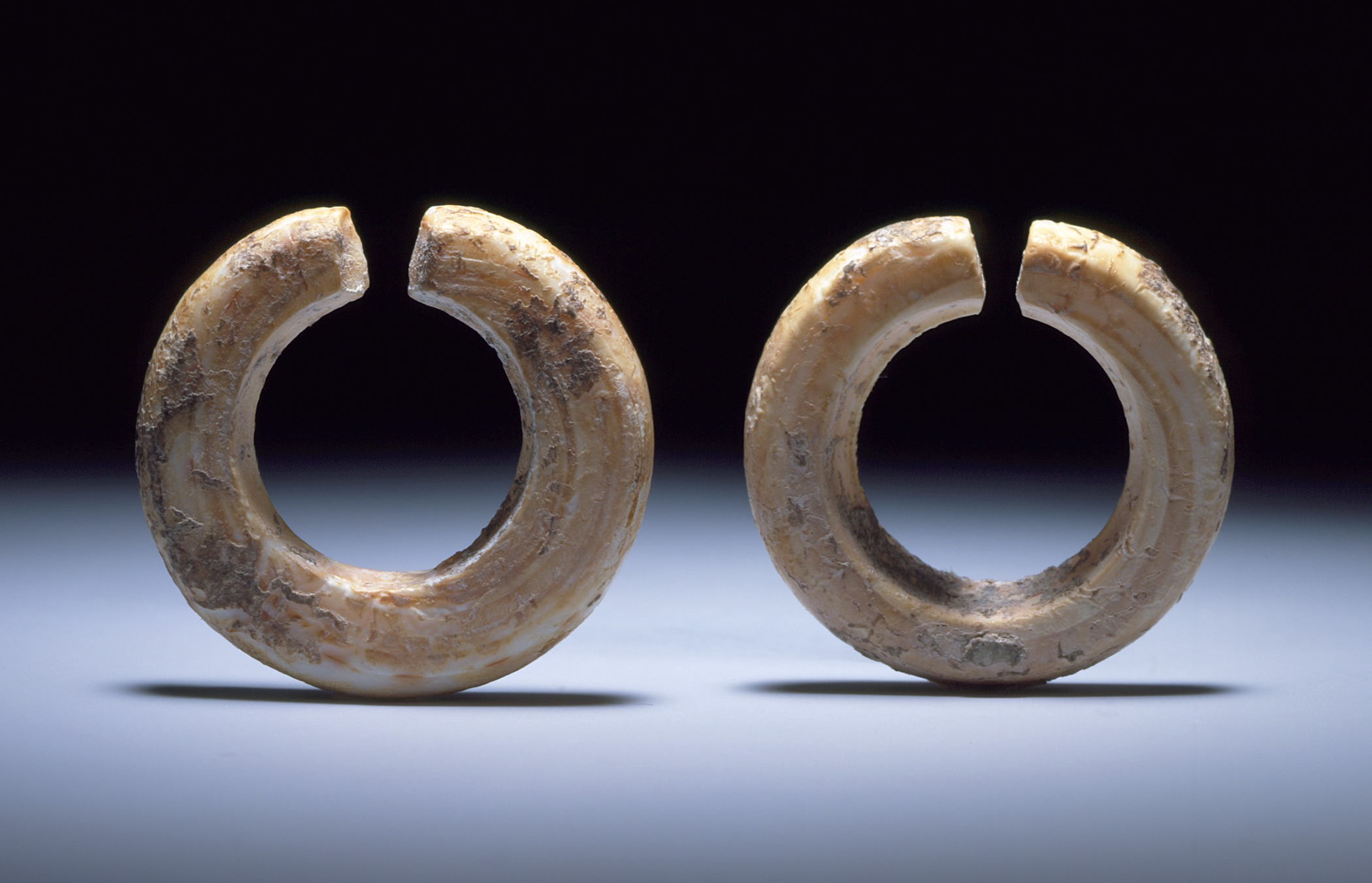
Paire de boucles d'oreille en verre

Outils de Ban Chiang en alliage de cuivre : herminettes, hachettes... (Musée d'Art du comté de Los Angeles)
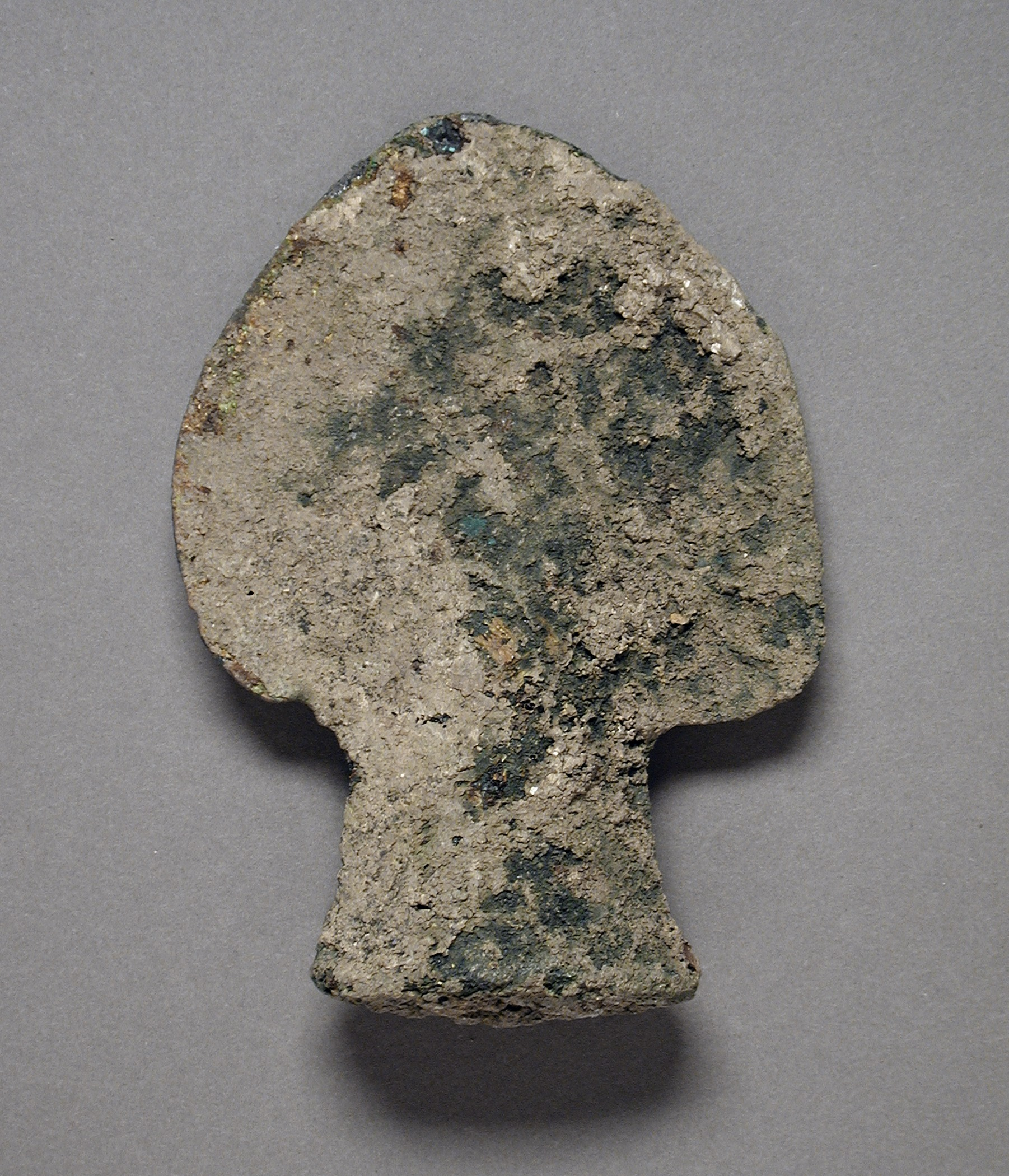
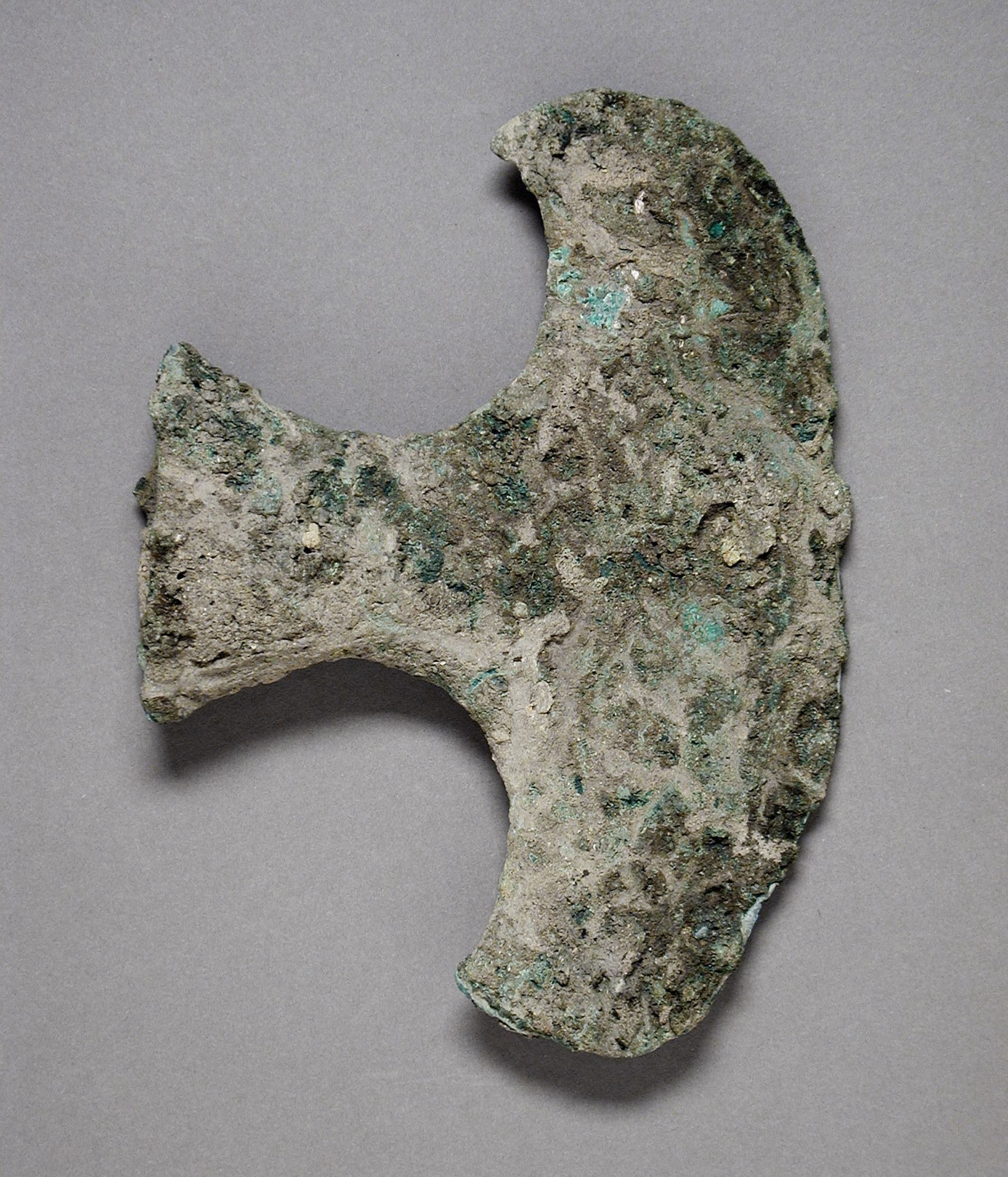
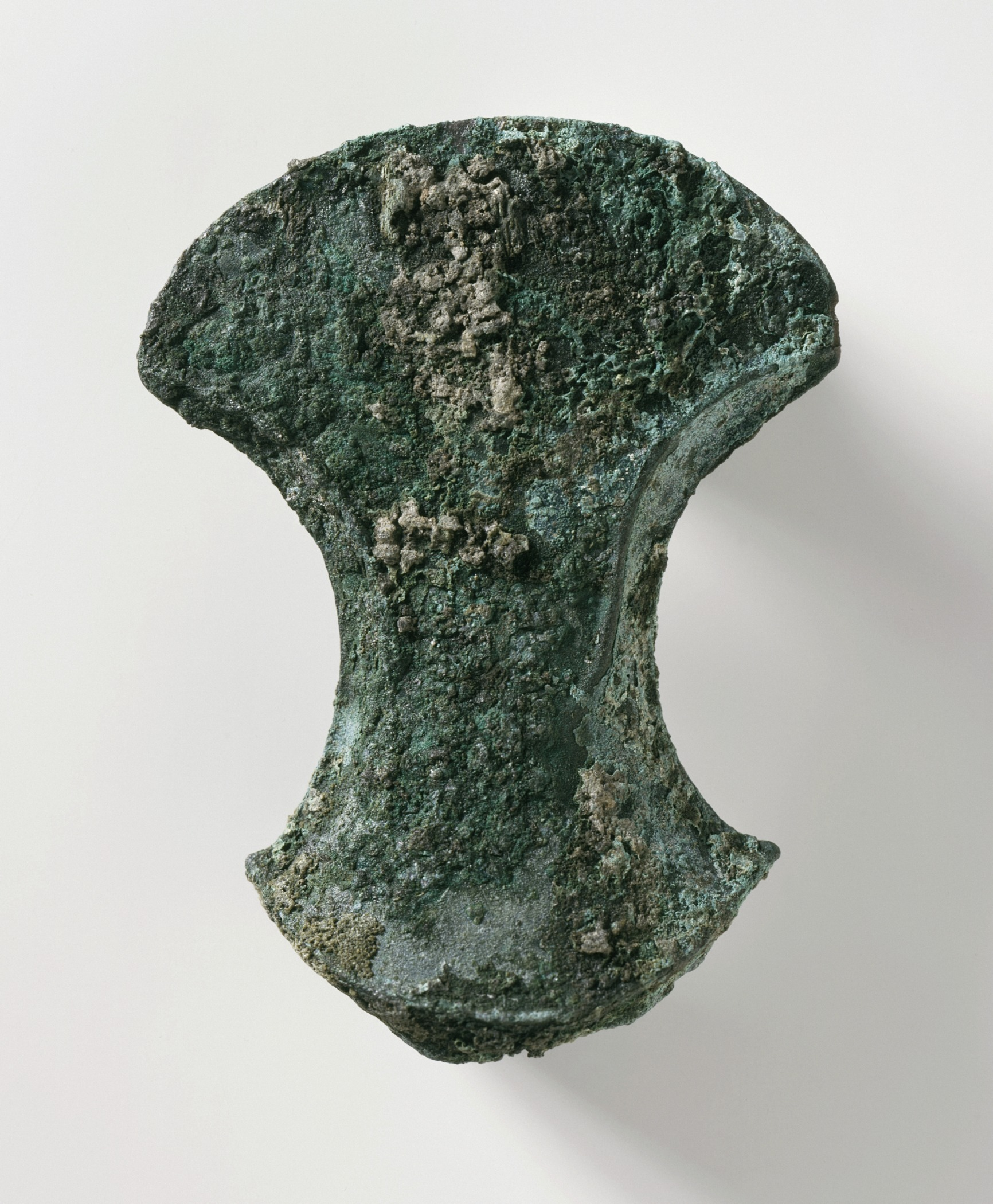
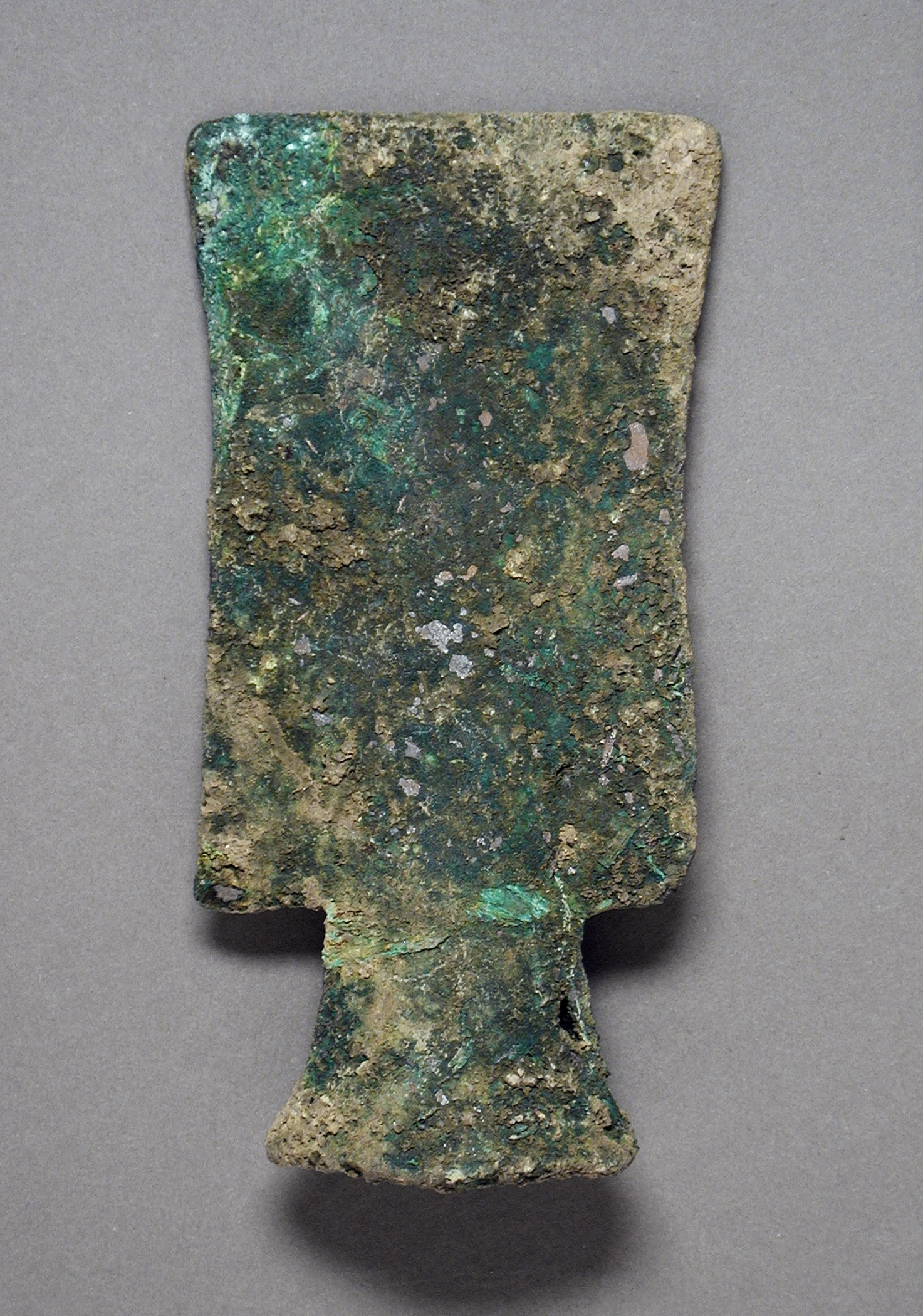
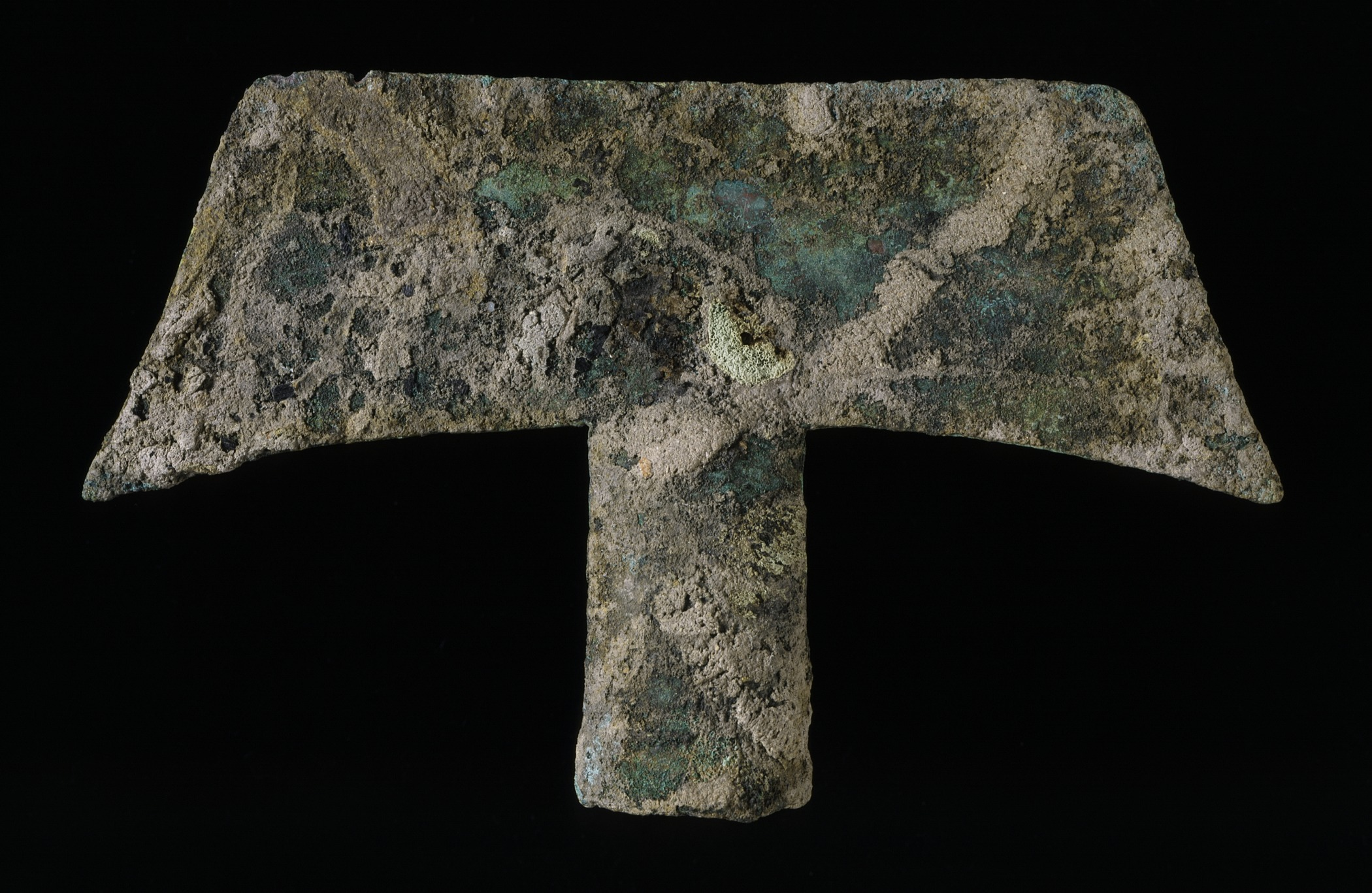
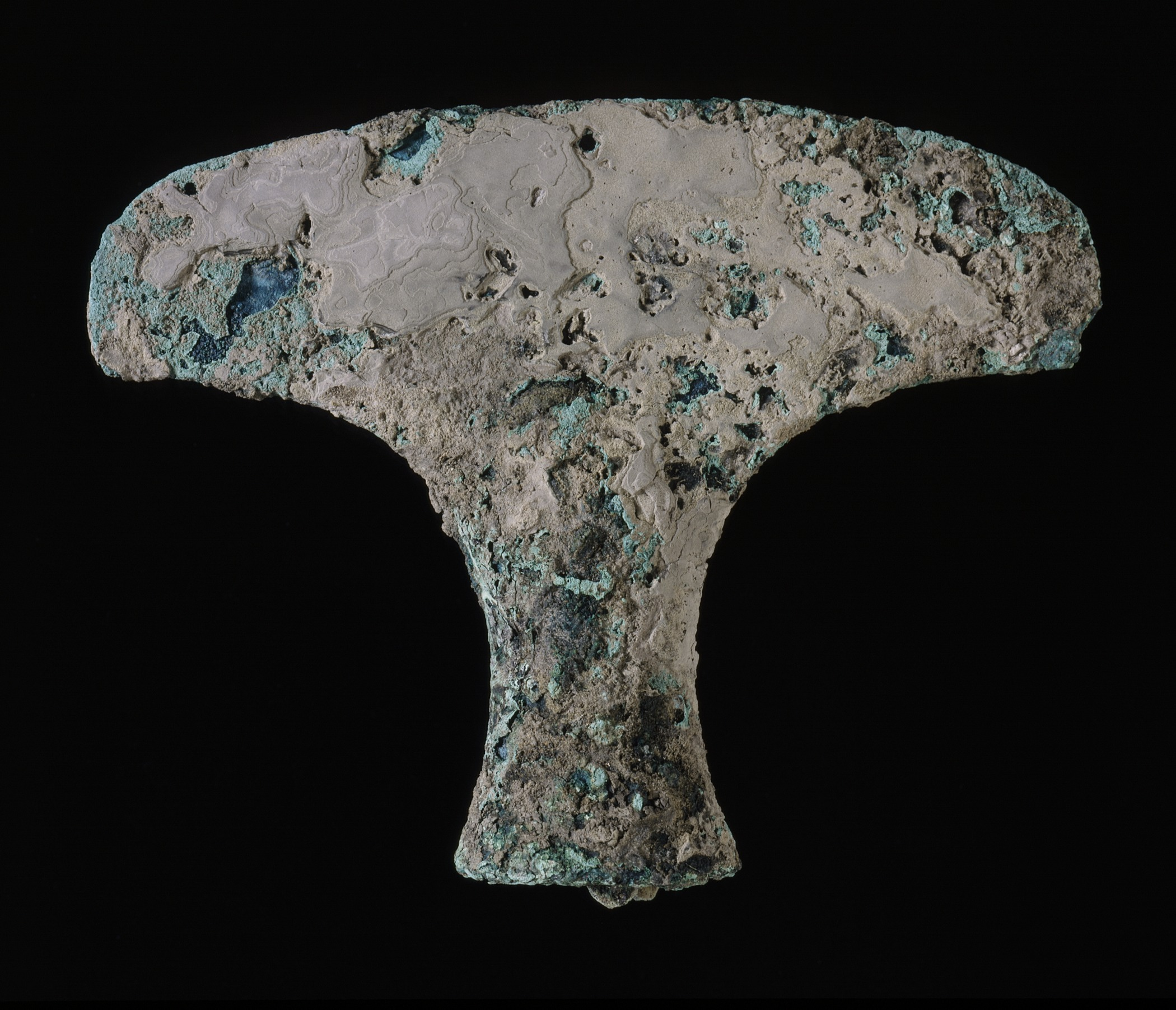
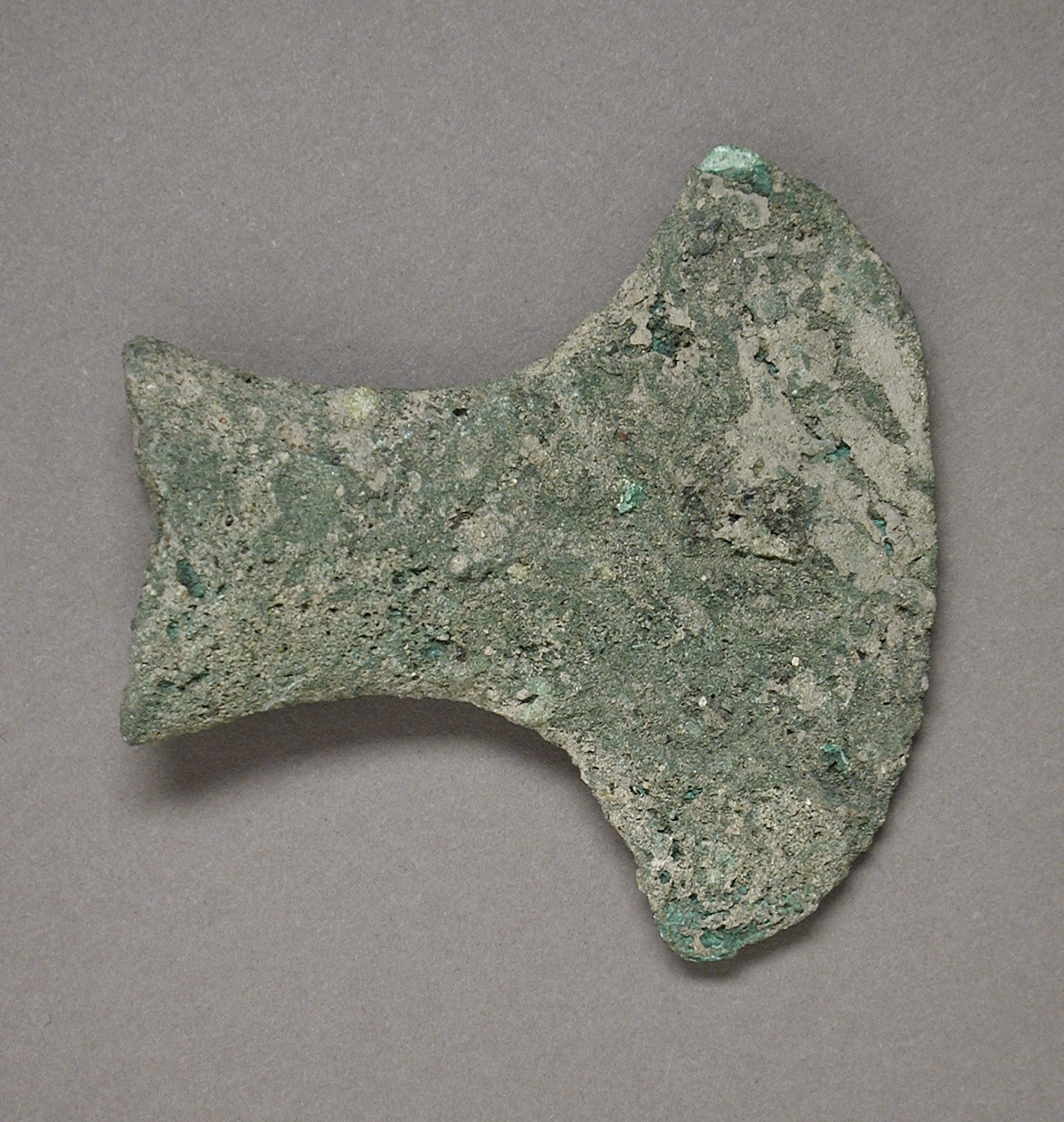